# A Harry Potter szereplőinek listája

## Főszereplők
- Harry Potter – Az egyetlen ember, aki túlélte a legsúlyosabb főbenjáró átkot, az Avada Kedavrát. 1980-ban született. Szüleit egyévesen elveszti, attól kezdve nagynénjénél, a Dursley családnál nevelkedik sanyarú körülmények között. 11 évesen megtudja, hogy varázsló és a Roxfort Boszorkány és Varázslóképző szakiskolában megkezdi tanulmányait, ahol a Griffendél ház tagja lesz. 6 évvel később legyőzi Voldemortot. Legjobb barátai Ron Weasley és Hermione Granger. Szülei Lily Evans és James Potter. Felesége Ginny Weasley. Gyerekei James Sirius, Albus Perselus[1] és Lily Luna.
- Hermione Granger – Roxforti eminens diák, a Griffendél ház tagja. Harry barátja, később Ron felesége. Sokan nem kedvelik okoskodása miatt, de rengeteg plusz pontot szerzett eszével a házának.
- Ron Weasley – Harry barátja, a Weasley család legkisebb fiúgyermeke.
- Ginny Weasley – Harry barátnője, később felesége. A Weasley család legfiatalabb tagja.
- Voldemort nagyúr – A sorozat főgonosza. 1981-ben megölte Harry szüleit, James Pottert és Lily Evanst. Követői a halálfalók.

## Harry Potter rokonai
- Sirius Black – Harry keresztapja, varázsló aki 12 évet töltött ártatlanul az Azkabanban, a varázslóbörtönben. Animágus, kutyává képes változni. A roxforti tekergők egyike, álneve Tapmancs.
- Dudley Dursley – Harry unokatestvére, mugli. Sokat bántja Harryt. Barátai olykor Nagy D-nek becézik.
- Petunia Dursley – Harry anyai nagynénje, mugli. Nagyon féltékeny volt nővérére, mivel Lilyvel ellentétben őt nem hívták a Roxfortba.
- Vernon Dursley – Harry nagybátyja, a Grunnings fúrógyártó cég igazgatója, mugli.
- Marjorie „Marge” Dursley – Vernon bácsi nővére, mugli. Imádja a kutyáit, de Harryt ki nem állhatja.
- James Potter – Harry édesapja, varázsló. Voldemort öli meg Lilyvel együtt, amikor gyermekük mindössze egyéves.
- Lily Evans Potter – Harry édesanyja, Petunia Dursley nővére, boszorkány. Őt is Voldemort öli meg, James-szel együtt. Feláldozza életét a kis Harryért.
- Harry Potter nagyszülei. James Potter oldalán: Fleamont Potter és Euphemia Potter (leánykori neve ismeretlen) (téves források alapján: Dorea Black és Charlus Potter), Lily Evans oldalán Megan Whitcomb és Harry Evans.
- James Sirius Potter – Harry legidősebb fia. Az utolsó rész epilógusában szerepel.
- Albus Perselus Potter – Harry második fia. Az utolsó rész epilógusában szerepel, ahol kiderül, hogy Harry szakasztott mása és egyedül ő örökölte Lily Evans szemét.
- Lily Luna Potter – Harry és Ginny Weasley lánya, harmadik és legfiatalabb gyermeke. Az utolsó rész epilógusában tűnik fel.
- Teddy Remus Lupin – Harry keresztfia, Remus Lupin és Nymphadora Tonks gyermeke, metamorfmágus.
- Molly Weasley – Harry anyósa, Ron és Ginny Weasley anyja, Arthur Weasley felesége. Születési neve Prewett.
- Arthur Weasley – Harry apósa, Ron és Ginny Weasley apja, Molly Weasley férje.

## Roxfortialkalmazottak
- Albus Dumbledore – a Roxfort iskola igazgatója; a Főnix Rendje vezetője, a varázslótársadalom egyik legnagyobb hatalmú mágusa.
- Armando Dippet – Dumbledore elődje a Roxfort igazgatói székében.
- Phineas Nigellus Black (1847–1925) – Sirius Black véleménye szerint a Roxfort legellenszenvesebb igazgatója. Képe megtalálható Dumbledore irodájában és a Black család házában is. A többi varázsvilágbeli festményhez hasonlóan képes átmenni egyik portréjából a másikba, így üzeneteket tud kézbesíteni, ám ő általában csak hosszas rábeszélés után hajlandó ezt megtenni. Nagy jelentőséget tulajdonít az aranyvérnek, a tiszta varázsló származásnak. Ursula Flint férje.

### Alapítók
- Griffendél Godrik – A Griffendél ház alapítója.
- Hollóháti Hedvig – A Hollóhát ház alapítója.
- Hugrabug Helga – A Hugrabug ház alapítója.
- Mardekár Malazár – A Mardekár ház alapítója.

### Tanárok
Mágiatörténet:
- Cuthbert Binns – Az egyetlen kísértet tanár, akiről az első részben kiderül, hogy öreg korában elaludt a tanári szobában, majd másnap órára menet otthagyta a testét a fotelében. Binns órája abból áll, hogy az aznapi anyagot olvassa, nem törődve azzal, hogy szinte senki sem figyel rá. A hosszú felolvasás után pedig hihetetlen házi feladat-mennyiséget ad a diákoknak.

Bájitaltan:
- Horatius Lumpsluck – Az Roxfort régi-új bájitaltanára. Megértőbb és szerényebb, mint Perselus Piton, ugyanakkor nemegyszer kivételezett kedvenc bájitalfőzői társaságával, a Lump-klub tagjaival. Tom Rowle Denem (a későbbi Voldemort) egy óra után kifaggatta a horcruxok és a lélek darabokra szakításának rejtelmeiről, ami miatt később Lumpsluck felmondta az állását. A hatodik részben visszatér a tanári karba, Piton pedig sötét varázslatok kivédése tanár lesz.
- Perselus Piton – A szűkszavú és túlzottan szigorú Piton Horatius Lumpsluck egykori "rajongója", ám nem örökölte tanára jellemvonásait. Büntetőfeladatot ad, ha valaki hibásan készít el egy főzetet, illetve gyakran származása alapján ítéli meg egy diák teljesítményét. A Mardekár-ház egykori házvezető tanára, így gyakorta kivételez a mardekáros diákokkal.

Jóslástan:
- Sybill Patricia Trelawney – Az ómenértelmezés és a belső látás képességével rendelkező tanárt Dumbledore és a Parvati Patil–Lavender Brown páros kivételével egyetlen tanár vagy diák sem veszi komolyan, köszönhetően annak, hogy több próféciája nem vált valóra. Trelawney az ötödik rész közepéig tanít, azután Dolores Jane Umbridge rendelkezésére lemond a tanári posztról, s a Tiltott Rengeteg kentaurseregének egy kitagadott tagja, Firenze veszi át a helyét. A minisztériumi csata során kiderül, Trelawney tényleg jósolt már egy igazi eseményről, Harry születéséről. A hatodik részben visszakapja tanítási engedélyét, bár kénytelen osztozni Firenzével. A hetedik részben, a Roxfort ostroma közben rájön, a kristálygömböket jóslás mellett fegyverként is használhatja: a bejárati csarnokban kristálygömbökkel bombázza a halálfalókat.

- Firenze – A Tiltott Rengetegben élő kentaurok egyik kitagadott tagja, mivel állást vállal Dumbledore-nál, aki megérezte, hogy Trelawney-t hamarosan elbocsátják. Firenze Trelawney módszerével ellentétben nem a jóslótoronyban, hanem egy földszinti tanteremben tartja a jóslástanórákat, melyet Dumbledore a Rengeteg tisztásának képére alakított át. A hatodik részben osztozik a csoportokon Trelawney-val.

Sötét varázslatok kivédése:
- Quirinus Mógus[2] – Az egykori számmisztikatanár egy kirándulás alkalmával nem volt elég figyelmes, ezért az árnyként bujdosó Voldemort befészkeli magát a testébe. Mógus Voldemort parancsára megpróbálja ellopni a Bölcsek Kövét a Gringotts Varázslóbankból, de balszerencséjére Rubeus Hagrid és Harry Potter még előtte kivették a széfből. Mógus megtudja, hogy a tanárok a pincében rejtették el a mágikus ásványt, Hagrid kutyája, a háromfejű Bolyhoska és különféle csapdák őrizetében. Ha nincs Harry, Mógus könnyedén megszerezhette volna, de a fiú elérte, hogy elárulja titkait és megakadályozta, hogy Mógus megszerezze a Követ.

A tanári karból való távozási oka: A Harry Pottert védő bűbáj darabokra égeti a testét.
- Gilderoy Lockhart – Komolytalan híresség, aki Dumbledore kérésére elvállalta az SVK-tanári posztot. A könyveiben szereplő leírásokkal ellentétben egyáltalán nem harcedzett: legtöbb óráján nevetséges dolgokat hitetett el diákjaival. Lockhart addig áradozik arról, hogy tudja a Titkok Kamrájának hollétét, hogy Perselus Piton vezérletével a tanárok azt kérték menjen le a Kamrába, és ölje meg Mardekár szörnyetegét. Miközben kétségbeesetten csomagol, elmondja Harrynek és Ronnak, hogy az összes könyve hamisítvány, ugyanis idegen emberek cselekményei szerepelnek bennük. Gilderoy felkutatta ezeket az embereket, majd miután kifaggatta őket, emléktörlő bűbájt szórt rájuk. Miközben Harry és Ron párosával a Kamrában vezető folyosón barangolnak, ráveti magát Ronra, hogy felejtésátkot szórjon rá, de Ron hibás, magifixes pálcája miatt az átok visszafelé sül el, s Gilderoy súlyos emléktörlődést szenved.
- Remus John Lupin – Dumbledore felajánlását elfogadva lett SVK tanár. Az előző kettővel ellentétben a diákok hamar megkedvelték, mivel kizárólag gyakorlati órákat tartott. Perselus Piton megsértődött, amikor Dumbledore arra kérte, főzzön rendszeresen farkasölő-fű főzetet Lupin számára, mivel a férfi vérfarkas, és teliholdkor meg kell küzdenie másik énjével, immár nem a Szellemszálláson, hanem a dolgozószobájában.

A tanári karból való távozási oka: Felmondott, mert Perselus Piton "elkotyogta" diákjainak, hogy Lupin vérfarkas, és innen már csak egy lépés kellett ahhoz, hogy a Reggeli Prófétában szétkürtöljék.
- Alastor Mordon – Az idős, s túlzottan gyanakvó természetű exauror SVK tanár lett volna, ha ifjabb Bartemius Kupor el nem fogta volna, és be nem tuszkolta volna mágikus utazóládájába. Alastor a roxforti gyengélkedőn tért magához, mágikus szeme és döngő hatású falába nélkül.
- Dolores Jane Umbridge – Az egykori miniszteri hivatali államtitkár a Dumbledore-t ellenző minisztériumi alkalmazottak beépített embere volt a Roxfortban, először csak elméletközpontú tantervet követő SVK-tanárként, majd főinspektorként, s végül igazgatónőként. Dumbledore-nak elege lett az intézkedéseiből, ezért kérésére Cornelius Caramel mágiaügyi miniszter menesztette.

- Perselus Piton – A hatodik részben Horatius Lumpsluck megjelenése miatt elkerült a bájitaltanár-posztról és átcsapott SVK-oktatónak. Hasonló gyakorlati órákat tart, mint Remus Lupin, bár sokkal barátságtalanabban. A tanév végén maga az áldozat parancsára végez a legyengült Dumbledore-ral.

A tanári karból való távozási oka: A körülmények miatt menekülésre kényszerült.
- Amycus Carrow – Perselus Piton és Voldemort nagyúr parancsára elfogadta az SVK – azaz az ő esetében SV, azaz Sötét Varázslatok – posztot. A kivédés ellentétét tanította a diákoknak: meg kellett tanulniuk, milyen érzés kínozni, pusztítani, hogyan lehet befogadni az erőszak és az agresszió hullámait. Nemcsak a Cruciatus-átok szórását tanította meg, hanem egyenesen azt vezettette be Pitonnal, hogy Cruciatust használjanak büntetés gyanánt. A hetedik rész végén McGalagony tartóztatja le.

A tanári karból való távozási oka: Minerva McGalagony az Imperius-átok alá veti.
Átváltoztatástan: 
- Minerva McGalagony – A Griffendél házvezető tanára, s egyben igazgatóhelyettes, valamint tagja a Főnix Rendjének. Csak Voldemort halála után lett igazgató, mert addig minden esetben más foglalta el a posztot: Harry ötödik tanévében Dolores Jane Umbridge, miután pedig Voldemort uralma alá hajtotta a Mágiaügyi Minisztériumot, Perselus Piton lett igazgató. McGalagony közbeavatkozott, amikor Umbridge és egy csoport auror le akarták tartóztatni Hagridot az ötödik tanévben, ezért kábító átkokkal ütötték ki.

Bűbájtan:
- Filius Flitwick – Törpenövésű tanár, a Hollóhát házvezetője. A hetedik részben elege lesz Perselus Piton őrült és barátságtalan viselkedéséből, s mivel az igazgató megtámadja Minerva McGalagonyt, Flitwick megátkozza.

Gyógynövénytan:
- Pomona Bimba – Szigorú, de egyben jószívű tanár, a Hugrabug házvezető tanára. Kedvenc tanítványa Neville Longbottom, aki kiváló gyógynövénytanból és mint a hetedik rész epilógusából kiderül, később a tanárnő roxforti utódja lesz.
- Herbert Shomjam – Gyom- és gyógynövénytan tanár azokban az időkben, amikor Dumbledore tanítani kezd a Roxfortban. Később a Színművészeti Varázslóakadémia tanára.

Legendás lények gondozása:
- Silvanius Ebshont – Epizódszereplő, a tanulók Harryék harmadik tanévében értesülnek róla, hogy Ebshont nyugdíjba vonult.
- Rubeus Hagrid – Lelkes és elnéző, szörnymániás félóriás, aki a harmadik részben vadőri teendői mellett a legendás lények gondozását oktatja. Tagja a Főnix Rendjének. Az első órája balul sült el: egy Csikócsőr nevű hippogriff megkarmolja Draco Malfoyt, s emiatt az állatot halálra ítélik. A kivégzés előtt azonban a Sirius Blacket kimenekítő Harry és Hermione kiszabadítják, és elrepítek vele Siriust. A negyedik és ötödik tanévben több óráját is Wilhelmina Suette-Pollts tartja meg.
- Wilhelmina Suette-Pollts – Helyettesítő tanár a Legendás lények gondozása tantárgynál, korábban Walesi varázslény-mentő. Szigorúbb, mint Hagrid, de nem zsarnok, mint Piton. Elsőnek a negyedik részben jelenik meg, amikor Hagrid Rita Vitrol újságcikke miatt nem mer kijönni a kunyhójából. Az ötödik részben Hagrid hosszú ideig az óriások táborában tartózkodik, Suette-Pollts ebben az időszakban helyettesíti őt. Unokája Cynthia Suette-Pollts.

Asztronómia:
- Aurora Sinistra – Ritkán megjelenő szereplő, csak a negyedik részben tűnik fel.

Számmisztika:
- Quirinus Mógus[2] – Kevés tudnivaló van róla számmisztika tanárként. Miután Sötét Varázslatok Kivédése tanár lett, Septima Vector oktatta a számmisztikát.
- Septima Vector – Csak ritkán ad házi feladatot. A számmisztika ugyanaz, mint a matematika.

Mugliismeret:
- Charity Burbage – Sokkal észszerűbben magyarázta a mágus-mugli kapcsolatokat, mint utódja, Alecto Carrow. Burbage váltig bizonygatta, hogy a mágus és a mugli vér ugyanannyit ér, és hogy a kvibliséget, mugliivadékságot, félvérséget nem kell szégyellni. Mi több, cikket is írt a Reggeli Prófétának a mugliivadékok befogadásáról. Ez feldühíti a halálfalókat, akik Voldemort parancsára elhurcolják hozzá. Voldemort sértő mondatokká alakította minden állítást, amit Charity a mugliismeret-órákon hangoztatott. Az utolsó mondat elhangzása után Voldemort végez vele, és feltálalja kígyója, Nagini vacsorájaként.
- Alecto Carrow – Amycus Carrow nővére. Elődjével, Charity Burbage-dzsel ellentétben azt hangoztatta az immár kötelezővé vált mugliismeret-órákon, hogy a muglik és mugliutódok állatmódra viselkednek, évekig az aranyvérű boszorkányokat és varázslókat sanyargatták. Fivéréhez híven Alecto is szakértője a Cruciatus-átoknak, s ő is ezt használja a diákokon büntetésképpen. A hetedik részben Luna Lovegood kiüti egy kábító átokkal a Hollóhát-toronyban.

Rúnaismeret:
- Bathsheda Babbling – Nem rendelkezik kiemelkedő szereppel, név szerint nem említik a történetben.

### Segédek
Gondnokok:
- Apollion Pringe – Argus Frics elődje. Nincs sok tudnivaló róla. Elkapta a fiatal Arthur Weasleyt, egy Molly Prewettel töltött randevú után. Valószínűleg testi fenyítést alkalmazott, aminek „Arthur máig viseli a nyomát”.
- Argus Frics – Mindig is korbácsolási mániája volt, de Dumbledore megtiltotta, hogy testi fenyítést alkalmazzon. Az ötödik részben volt egy kis engedménye, de mire alkalmazhatta volna, Dolores Jane Umbridge-t menesztették. Frics mind a hét részben szerephez jut, mint az öreg, folyton mérges, középkori kínzóeszközöket szerető kvibli. Frics legfontosabb feladata elkapni a rosszalkodókat és büntetőmunkára küldheti őket, de nem vonhat le pontot, legfeljebb szólhat az illető vezető tanárának, aki ezt megteheti. Fricsnek segítsége is van ehhez, méghozzá girhes macskája, Mrs Norris. A sorozat végéig nem derül ki, hogyan, de ha Mrs Norris valakit észrevesz, Frics valamilyen úton-módon másodperceken belül megérkezik. Frics gyűlölt ellensége Hóborc, a kopogószellem, legfőbb vágya, hogy eltávolítsa az iskolából.
- Az 1. részben ismerkedünk meg Friccsel. Már ekkor bajt hoz Harryékre: mikor elmenekítik Hagrid norvég tarajossárkányát, Norbertet, Frics rájuk talál (az éjszaka közepén intézik az ügyet) és hatalmas fejmosásban lesz részük, miután a gondnok értesíti McGalagonyt. Később ő kíséri Harryéket az emiatt kiszabott büntetőmunkára is. Ekkor ismerjük meg Frics kínzóeszközök iránti beteges vonzalmát, ugyanis ő inkább azokkal büntetné a hősöket.
- A 2. részben derül ki, hogy Frics kvibli, vagyis ugyan máguscsaládban született, de képtelen varázsolni. Ezt azután tudjuk meg, miután Harry felfedez egy prospektust a VillámVarázsról, ami azt ígéri, hogy segít ezen a problémán. Ez az év Frics számára szörnyű meglepetéseket tartogat, ugyanis a titokzatos Baziliszkusz kővé változtatja szeretett macskáját, Mrs. Norrist. Frics Harry-t gyanúsítja, mert a fiú tud kvibliségéről.
- A 3. részben megtudjuk, hogy Fricsnek kötelessége ellenőrizni, hogy a diákok lemehetnek-e Roxmortsba a kijelölt hétvégeken. Megtudjuk továbbá, hogy Frics jól ismeri a Roxfortból kivezető titkos utakat. Kiderül, hogy mielőtt Fred és George Weasley szert tett a Tekergők Térképére, Frics birtokolta azt, bár nem tudta használni.
- A 4. részben megismerkedünk Frics ünnepi öltözködési szokásaival is (egy ronda frakkot szokott felvenni). Frics megtalálja Harry elgurult arany tojását is és egyből Hóborcot gyanúsítja, remélve, hogy így el tudja távolítani a kopogószellemet.
- Az 5. rész, vagyis inkább Harry 5. éve a Roxfortban, bevallottan Frics legkedvesebb éve volt. A gondnok kiállt Dolores Umbridge mellett, mivel az igazgatónő korbácsolási engedélyt ígért neki. A könyv egy részében kénytelen ő maga csónakon szállítani a diákokat, miután egy csíny következtében egy folyosórész mocsárrá változik. Umbridge ráadásul kezdeményezi Hóborc eltávolítását a Roxfortból, amivel végleg belopja magát az öreg gondnok szívébe. Umbridge távozása után hetekig felemlegeti azokat a heteket, amikor „a Roxfort a fénykorát élte”.
- A 6. részben csökkent Frics szerepe, egyedül azt tudjuk meg, hogy a gondnok nem megfelelően kezeli a Subrosa-szenzort.
- A 7. részben Fricset csak rövid ideig látjuk, akkor, amikor McGalagony megkéri, hogy kerítse elő Hóborcot, hogy a kopogószellem is csatába állhasson Voldemort nagyúr ellen.

Harry és Hermione először csak viccből említik meg, hogy esetleg több van Frics és a könyvtárosnő, Madame Cvikker között, mint amennyi látszik; de később a gondnok együtt megy Madam Cvikkerrel Dumbledore temetésére, így elképzelhető, hogy igaz a pletyka. Rowling erről nem nyilatkozott.
Könyvtáros:
- Irma Cvikker – Szerelmes Argus Fricsbe, s úgy bánik könyveivel, mint a gyerekeivel.

Orvos:
- Poppy Pomfrey – Mániákus szabálytisztelő, aki nem szereti, ha az emberek a gyengélkedő közelében hangoskodnak. Nem vesz részt az egyik roxforti ostromban.

Házimanók:
- Dobby – Egy ideig Lucius Malfoy, a halálfaló házimanója, majd később konyhai manó a Roxfortban. Dumbledore havonta fizetést ad neki.
- Winky – Eredetileg a Kupor família manója volt, de miután idősebb Bartemius Kupor elbocsátotta, Dobby oldalán a Roxfortban kezdett dolgozni.
- Sipor – Eredetileg a Black család házimanója volt, de a 6. rész elején, miután Harry lett a gazdája, elküldi őt a Roxfortba dolgozni.

Kulcs-, háztáj, és vadőr:
- Geladon Ogg – Hagrid elődje a vadőri poszton. Mrs Weasley elbeszélésében szerepelt említés szintjén.[3][4]
- Rubeus Hagrid – Minden szabad percét a szörnyek és csoportokban elő varázslények (például: kentaurok, szörnypókok) szelídítésének szenteli. Másodéves korában Albus Dumbledore kivételével a Roxfort összes lakója meggyanúsította, hogy elefántméretű szörnypókja, Aragorg a kastélyban rejtőzködő szörnyeteg, aki kővé dermeszti az embereket és megölt egy Mirtyl nevű, hisztérikus lányt. A gyanúsítottak száma miatt elbocsátották Hagridot és eltörték a varázspálcáját, Dumbledore győzködésére azonban felvették Ogg mellé vadőri segédnek, s bár nem tudott róla sem a felügyelőbizottság, sem az igazgató, Hagrid megkereste és ügyetlenül összebarkácsolta pálcáját (mely egy faesernyő belsejébe volt elrejtve, s Hagrid csak végszükség esetén használta). A Tiltott Rengetegbe költöztette Aragogot, majd összepárosította egy Mosak nevű szörnypókkal, így megalkotva a Rengeteg szörnypók-klánját. Harry Potter második tanévében Ginny Weasley Voldemort nagyúr mágikus emlékkönyvének irányítása alatt kinyitotta a Titkok Kamráját, szabadon engedve a halálos tekintetű Baziliskus-kígyót, s Ginny gyilkolni kezdte Hagrid kakasait, mivel a kakaskukorékolás halált hoz a baziliskusra. Miután már több áldozat volt, mint Hagrid gyermekkorában, Caramel mágiaügyi miniszter Argus Frics őrmacskája (Mrs. Norris), Colin Creewey, Justin Finch–Fletchley, Félig Fej Nélküli Nick, Hermione Granger és Penelope Clearwater megdermesztése után Albus Dumbledore és Lucius Malfoy társaságában letartóztatta a vadőrt, aki távozása előtt elmondta, hogy aki követi a Rengeteg felé vezető póksereget, különös dolgokra lelhet. Mikor Harry és Ron Mardekár Malazár kígyójának megölése után elmesélik a kalandot Dumbledore-nak, az jutalmul Legendás lények gondozása tanárnak nevezi ki, mivel Silvanius Ebshont nyugdíjba vonul.

## Roxforti diákok

### Griffendél
- Euan Abercrombie – Remegő fiúcska, csak az ötödik részből ismerve.
- Katie Bell – A Weasley ikrek alatt jár egy évfolyammal. A Griffendél ház tagja, hajtó a kviddics-csapatban, és DS tag. A hatodik könyvben Harry utal rá, hogy nagyon jó hajtó, és azonnal hajlandó lenne felvenni, próba nélkül. A hatodik könyvben megfog egy elátkozott nyakláncot, és kis híján meghal. A Szent Mungóba kerül, és hosszú ideig nem tér vissza onnan. Legjobb barátnői Angelina Johnson és Alicia Spinnet, valamint jóban van a Weasleykkel is.
- Sirius Black – Harry keresztapja, a tekergők egyike, beceneve: Tapmancs.
- Lavender Brown – Harry évfolyamtársa, egy ideig Ron barátnője.
- Ritchie Coote – A Griffendél kviddics-csapatának terelője a hatodik évtől.
- Colin Creevey – Harry nagy hódolója és fényképezője, meghal a roxforti csatában, DS-tag.
- Dennis Creevey – Colin öccse, aki beleesett a tóba az első roxforti napján, DS-tag.
- Lily Evans – Megan Whitcomb és Harry Evans lánya, Petunia Dursley húga. Felnőttkorában James Potter felesége és – valószínűleg Lily apja után elnevezve – Harry James Potter édesanyja.
- Seamus Finnigan – Harry évfolyamtársa, DS-tag. Először az első részben tűnik fel. A Teszlek Süveg Griffendélbe osztja be, így lesz Harryék osztálytársa. Félvér, édesapja mugli, anyja pedig boszorkány. Legjobb barátja, a szintén griffendéles Dean Thomas. A negyedik könyvben Lavender Brownnal megy a karácsonyi bálba, míg a filmben Hannah Abbott kísérője lesz. Rokonszenves fiú, Harry ezért is lepődik meg amikor a Főnix Rendjében meghazudtolja Voldemort visszatérését illetően. Ám miután Harry interjút ad a Hírverőnek és elolvassa a cikket, bocsánatot kér a fiútól. Ezután ő is DS tag lesz. A hatodik részben mikor Katie Bell a Szent Mungóba kerül, megsértődik Harryre, amiért a legjobb barátját (Deant), és nem őt tette be a kviddics-csapatba. A hetedik részben ott tanul a Roxfortban Neville-lel, Ginny-vel, Lunával és a többiekkel. Súlyos sebeket szerez, mert nem hagyja magát az új rezsimmel szemben. Ernie Macmiliennel, és Lunával együtt megmenti Harryt, Ront, és Hermionét, mikor már az utolsó erejük is elhagyja őket a dementorokkal szemben.
- Hermione Jean Granger – Harry legjobb barátnője, szülei muglik. Férje Ron.
- Angelina Johnson – A Griffendél kviddics-csapatának hajtója, a könyv ötödik részétől csapatkapitánya; később George Weasley felesége, tagja Dumbledore Seregének.
- Lee Jordan – Fred és George Weasley legjobb barátja; a kviddics-mérkőzések kommentátora, majd a Potterfigyelő műsorvezetője (ott álneve: Folyó); DS-tag.
- Peter Jones – Harry évfolyamtársa, egyszer Leland Evans ellopta az üstjét, de hugaival együtt sikerült visszaszereznie. DS tag, harcolt a Roxfort ostrománál.
- Neville Longbottom – Harry kétbalkezes barátja, felnőttként átveszi Pomona Bimba helyét, gyógynövénytan-tanár lesz; DS tag. Nagymamája gondoskodik róla gyerekként, mert a szülei a Cruciatus-átok miatt megtébolyultak.
- Remus Lupin – A tekergők egyike, James és Sirius barátja, beceneve: Holdsáp.
- Natalie McDonald – A 4. részben lesz elsős. A karakter egy valódi kislánynak állít emléket.[5]
- Cormac McLaggen – Ron riválisa mind a kviddics, mind a szerelem terén; egy ideig őrző a kviddics-csapatban.
- Minerva McGalagony – Robert McGalagony és Isobel Ross lánya, Malcolm McGalagony nővére. Felnőttkorában feleségül megy Elphinstone Urquart-hoz, s a Griffendél házvezetői tanára, egyben igazgatóhelyettes lesz.
- Parvati Patil – Harry évfolyamtársa, Padma ikertestvére.
- Jimmy Peakes – A Griffendél kviddics-csapatának terelője a hatodik évtől.
- Peter Pettigrew – A tekergők egyike, beceneve: Féregfark. Hűséges szolgája Voldemortnak. Ő árulja el a Potter-házaspárt a Nagyúrnak, miután ő volt a pár titokgazdája. Animágus, patkánnyá tud változni. Ő volt Ron Weasley kedvelt öreg patkánya, vagyis Makesz.
- Harry James Potter – Lily és James Potter gyermeke. Az egyetlen, aki túlélte a halálos átkot.
- James Sirius Potter – Harry és Ginny Potter első gyermeke.
- Lily Luna Potter – Harry és Ginny Potter legkisebb gyermeke.
- Demelza Robins – a Griffendél kviddics-csapatának hajtója a hatodik évben.
- Alicia Spinnet – a Griffendél kviddics-csapatának hajtója; DS-tag .
- Patricia Stimpson – Fred és George Weasley évfolyamtársa.
- Dean Thomas – Harry évfolyamtársa, West Ham-drukker, kifejezetten jól rajzol, DS-tag.
- Kenneth Towler – Fred és George Weasley évfolyamtársa.
- Romilda Vane – Harry legfőbb rajongója.
- Fred és George Weasley – a Roxfort bajkeverői, Harry jó barátai, később a Weasley Varázsvicc Vállalat tulajdonosai, és a Potterfigyelő munkatársai, DS-tagok.
- Percy Weasley – a Weasley család harmadik legidősebb gyermeke; a Mágiaügyi Minisztérium alkalmazottja, főnöke id. Barty Kupor, egy ideig minisztérium-hű, később ezt megbánja.
- Bill Weasley – Arthur és Molly Weasley első fia, Ron bátyja. A hatodik részben megtámadja Fenrir Greyback.
- Charlie Weasley – Ron második legidősebb bátyja.
- Ginevra Molly Weasley – Arthur és Molly Weasley legkisebb gyermeke és egyetlen lánya. Harry felesége.
- Ronald Bilius Weasley – Harry legjobb barátja, Arthur és Molly Weasley legkisebb fia. Felesége Hermione.
- Rose Granger-Weasley – Ron és Hermione Granger első gyermeke.
- Hugó Granger-Weasley – Ron és Hermione Granger második gyermeke.
- Oliver Wood – A Griffendél kviddics-csapatának kapitánya a 3. kötet végéig.
- Rubeus Hagrid – Harmadéves korában eltanácsolták, azóta a Roxfort vadőre. Harry, Hermione és Ron jó barátja.

### Hollóhát
- Stewart Ackerley – A 4. könyvben lesz elsős, ideges és kissé félénk természetű.
- Millicent Bagnold – A 31. Mágiaügyi Miniszter.
- Marcus Belby – Ideges arcú, sovány fiú, akit híres nagybátyja, Damocles miatt Horatius Lumpsluck rendkívül tisztel.
- Terry Boot – Harry évfolyamtársa, DS-tag. Valószínűleg az egykori mágiaügyi miniszter, Albert Boot leszármazottja.
- Mandy Brocklehurst – Harry évfolyamtársa.
- Eddie Carmichael – Hatodéves hollóhátas Harry 5. évében.
- Cho Chang – A Hollóhát kviddics-csapatának fogója, Harry első szerelme, DS-tag. Egy ideig Cedric Diggory barátnője, illetve partnere a Trimágus Tusa karácsonyi bálján. Rowling elmondása alapján később egy mugli felesége lesz.
- Michael Corner – Anthony Goldstein és Terry Boot legjobb barátja, DS-tag. Ginny Weasley első barátja.
- Roger Davies – a Hollóhát kviddics-csapatának kapitánya.
- Nanette Desford
- Penelope Clearwater – Prefektus, Percy Weasley barátnője a második könyvben.
- Marietta Edgecombe – Cho Chang barátnője, Tornádók szurkoló, DS-tag, ám később ő árulja el azt.
- S. Fawcett – Teljes neve ismeretlen.
- Filius Flitwick – Bűbájszakértő, felnőtt korában a bűbájtant oktatja.
- Maria Glossop
- Anthony Goldstein – Terry Boot és Michael Corner legjobb barátja, DS-tag.
- Robart Hilliard
- Hollóháti Heléna – Hollóháti Hedvig lánya.
- Sue Li
- Gilderoy Lockhart – Sötét varázslatok kivédése tanár.
- Luna Lovegood – Harry egyik legjobb barátja, nagyon furcsa lány, olyan dolgokban hisz, amikben más nem, DS-tag. Apja a Hírverő szerkesztője.
- Isobel MacDougal
- Morag McDougal
- Quirinus Mógus – Felnőttkorában Számmisztika majd Sötét Varázslatok Kivédése tanár.
- Hisztis Myrtle – Egy elhagyott lánymosdó kísértete, a Baziliszkusz okozta halálát.
- Garrick Ollivander –
- Quirke Orla – a 4. könyvben lesz elsős.
- Padma Patil – Harry évfolyamtársa, Parvati ikertestvére, DS-tag.
- Arnold Streeton
- Sybill Patricia Trelawney – Mániákus prófétáló, felnőtt korában a Jóslástan-t oktatja.
- Lisa Turpin
- Ignatia Wildsmith

### Hugrabug
- Hannah Abbott – Harry évfolyamtársa, DS-tag.
- Pomona Bimba – Gyógynövény-szakértő, felnőttkorában ezt a tárgyat oktatja.
- Susan Bones – Harry évfolyamtársa, DS-tag.
- Eleanor Branstone – A 4. könyvben lesz elsős.
- Owen Cauldwell – A 4. könyvben lesz elsős.
- Cedric Diggory – A Hugrabug kviddicscsapatának fogója, majd a Roxfort egyik bajnoka a Trimágus Tusán, meghal az utolsó próbán, Féregfark öli meg Voldemort parancsára; Cho Chang barátja.
- Silvanius Ebshont – Felnőttkorában Legendás Lények Gondozása tanár.
- Justin Finch-Fletchley – Harry évfolyamtársa, DS-tag.
- Megan Jones
- Teddy Lupin – Remus Lupin és Nymphadora Tonks fia, Andromeda Tonks unokája.
- Ernie Macmillan – Harry évfolyamtársa, DS-tag.
- Laura Madley – A 4. könyvben lesz elsős.
- Zacharias Smith – A Hugrabug kviddicscsapatának kapitánya, a DS cinikus tagja.
- Nymphadora Tonks – Andromeda Black és Ted Tonks lánya. Felnőttkorában auror és a Főnix Rendjének egyik leggyakrabban feltűnő tagja. Hozzámegy Remus John Lupin-hoz, s rövidesen gyermeke is lesz: Ted Remus Lupin. Nymphadora és Remus egyaránt részt vesznek a Roxfort Ostromában, de Fenrir Greyback és Bellatrix Lestrange végeznek velük.
- Ted Tonks – Nymphadora Tonks apja, Andromeda Tonks férje. Ted Remus Lupin nagyapja.
- Kewin Whitby – A 4. könyvben lesz elsős.
- Rose Zeller – Az 5. könyvben lesz elsős.

Ismeretlen keresztnevűek
- Cadwallader – A 6. részben a kviddicscsapat hajtója.
- Summerby – Az 5. kötetben a Hugrabug kviddicscsapatának a fogója.
- Stebbins – Teljes neve ismeretlen.

### Mardekár
- Avery – Egy ügyes hazugsággal kimentette magát az Azkaban-ból, miszerint az Imperius-átok hatása alatt állt.
- Malcolm Baddock
- Andromeda Black – III. Cygnus Black és Druella Rosier lánya, Bellatrix és Narcissa nővére, felnőttkorában Ted Tonks felesége. Nymphadora Tonks anyja. Ted Remus Lupin nagyanyja.
- Bellatrix Black – III. Cygnus Black és Druella Rosier lánya, Andromeda és Narcissa nővére, felnőttkorában halálfaló és Rodolphus Lestrange felesége.
- Dorea Black – James Potter nagyanyja, hozzáment a griffendéles Charlus Potter-hez.[6]
- Narcissa Black – III. Cygnus Black és Druella Rosier lánya, Andromeda és Bellatrix nővére, felnőttkorában Lucius Malfoy felesége.
- Phineas Nigellus Black – Ursula Flint férje, Sirius, Regulus, Andromeda, Bellatrix és Narcissa ükapja.
- Regulus Arcturus Black – Sirius Black öccse, Bellatrix unokatestvére. Felnőtt korában halálfaló, de kis idővel a beállás után meghal. Nem volt felesége.
- Miles Bletchley – Sokáig őrző a Mardekár kviddics-csapatában. Valószínűleg rokona Kevin Bletchley, Madam Bletchley és Bletchley (csak említve).
- Lucian Bole – Az ötödik részig a Mardekár kviddicscsapatának terelője.
- Millicent Bulstrode – Harry évfolyamtársa, nagydarab, erőszakos lány. Összetűzésbe kerül Hermione Grangerrel. Valószínűleg Violetta Bulstrode rokona.
- Flora Carrow – Hestia Carrow ikertestvére. Valószínűleg Amycus és Alecto Carrow rokona. A "Lump-Klub" egyik összejövetelén van jelen, de csak a filmben említik név szerint.
- Hestia Carrow – Flora Carrow ikertestvére. A "Lump-Klub" egyik összejövetelén van jelen, de csak a filmben említik név szerint.
- Vincent Crak – Draco Malfoy hűséges csatlósa és testőre. Ostoba és erőszakos jellemű. Szülei halálfalók.
- Tracey Davis – Millicent Bulstrode, Pansy Parkinson és Daphne Greengrass barátnője.
- Tom Rowle Denem – Tom Denem és Merope Gomold fia, Rowle Gomold unokája. Felnőttkorában felveszi a Voldemort nevet (az eredeti neve betűinek felhasználásával: "Nevem: Voldemort"), és minden idők legnagyobb mágusának tekinteti magát.
- Peregrine Derrick – Az ötödik kötetig Lucian Bole-lal együtt terelő.
- Gemma Farley
- Marcus Flint – A Mardekár kviddicscsapatának kapitánya az 5. kötetig. Rokonságban állhat Ursula Flinttel, a Black családfa fő ágának, Phineas Nigellus Black feleségével.
- Pritchard Graham
- Daphne Greengrass – Harry évfolyamtársa, Astoria Greengrass nővére.
- Terence Higgs – Fogó a Mardekár kviddicscsapatában az 1. kötetben. Bertie Higgs auror lehetséges rokona.
- Rodolphus Lestrange – Rabastan fivére, felnőttkorában halálfaló és Bellatrix Black férje.
- Horatius Lumpsluck – Bájitaltan-szakértő, felnőttkorában sokáig a Mardekár házvezető tanára és a bájitaltan oktatója.
- Abraxas Malfoy – Lucius Malfoy édesapja, unokája Draco, dédunokája pedig Scorpius Hyperion. Nagyon idős korában a sárkányhimlő végzett vele.
- Scorpius Hyperion Malfoy – Draco Malfoy és Astoria Greengrass fia. Albus Perselus Potter legjobb barátja később Rose Weasley férje.
- Draco Malfoy – Harry legnagyobb ellenfele a Roxfortban, majd a halálfalók közé is beáll, az epilógusból valószínűsíthető, hogy a jó útra tért, a Mardekár kviddics-csapatának fogója.
- Astoria Greengrass – Draco Malfoy későbbi felesége, Daphne Greengrass húga. Fia harmadik éve előtt meghal egy vérátok következtében.
- Lucius Malfoy – Abraxas Malfoy fia, Draco édesapja, felesége Narcissa Black. Felnőttkorában halálfaló és a Mágiaügyi Minisztérium folyamatos vendége. Unokája Scorpius Hyperion Malfoy.
- Eloise Midgen
- Graham Montague – Hajtó a Mardekár kviddics-csapatában.
- Gregory Monstro – Draco Malfoy hűséges csatlósa és testőre. Ostoba és erőszakos jellemű. Szülei halálfalók.
- Adelaide Murton
- Theodore Nott – Harry évfolyamtársa. Apja halálfaló.
- Pansy Parkinson – Harry Potter évfolyamtársa, a Mardekár házba jár. Származása nem ismert, de valószínűsíthetően aranyvérű. Pansy esküdt ellensége a griffendéles társainak, főként Harry Potternek és barátainak. Bár szerepe nem meghatározó, általában visító nevetésével, gonosz megjegyzéseivel tűnik ki. Nagy szerepe van az 5. kötetben Hagrid ideiglenes elbocsátásában, mikor Umbridge professzor kérdezi a diákokat, s egy ízben Harry és Cho Chang randevújának hangulatát is elrontja.
- Ursula Penkridge
- Sally-Anna Perks
- Perselus Piton – Tobias Piton és Elieen Prince fia, halálfaló, Lily Potter halála után kettős ügynökként Dumbledore kéme lesz, ezt végig titokban tudta tartani Voldemort előtt. Diákkorában a Tekergők (Sirius Black, Remus John Lupin, Peter Pettigrew, James Potter) voltak a legnagyobb ellenségei. Harry szerint a legbátrabb ember, akit ismert.
- Albus Perselus Potter – Harry és Ginny Potter második gyermeke. Scorpius Hyperion Malfoy legjobb barátja és miatta kerül a Mardekárba, utálja a házát.
- Graham Pritchard

- Adrian Pucey – Hajtó a Mardekár kviddicscsapatában.
- Cassius Warrington – Tagja a Mardekár kviddicscsapatának. Legtöbbször csak Warrington-nak említik.
- Ella Wilkins
- Blaise Zambini – Harry évfolyamtársa, a 6. kötetben Harryvel egyetemben a "Lump-klub" tagja.

Ismeretlen keresztnevűek
- Harper – Tartalék fogó a Mardekár kviddics-csapatában a 6. kötetben.
- Urquhart – A Mardekár kviddics-csapatának a kapitánya a 6. kötetben.
- Vaisey – Hajtó a Mardekár kviddics-csapatában a 6. kötetben.

### Ismeretlen házba tartozók
- Melinda Bobbin
- Emma Dobbs
- Olive Hornby
- Peter O'Medwe
- Eric Murley
- Sanguini
- Cynthia Suette-Poltts
- Mary Whistler
- Eldred Worple

## Halálfalók és szövetségeseik
- Avery (az ifjabb) – Bűnügye ismeretlen. Egy ügyes hazugsággal kimentette magát a börtönből, miszerint az Imperius-átok hatása alatt állt.
- Cygnus Black (1929–1979) – Pollux Black és Irma Crabbe gyermeke, felesége: Druella Rosier; Bellatrix és Narcissa és Andromeda Black édesapja.[7]
- Regulus Arcturus Black – Sirius Black testvére, halálfaló, majd később elpártol Voldemort mellől. Ezt kifejezendő ellopta az egyik horcruxot egy barlangból.
- Alecto Carrow – Megjelenik a Roxfortban, Dumbledore meggyilkolásánál. Rufus Scrimgeour elbukása, egyben a Mágiaügyi Minisztérium pártfordulása után mugliismeret-tanár lesz, s Charity Burbage-el ellentétben azt hangoztatja, hogy a muglik állatmódon viselkednek, s évekig sanyargatták a varázslók és boszorkányok népét. Fivéréhez, Amycus-hoz hasonlóan imádja a Cruciatus-átkot alkalmazni diákok megbüntetésénél. Perselus Piton engedélyével igazgatóhelyettes lesz, bátyjával együtt. A hetedik rész vége felé Luna Lovegood leteríti egy erős kábító átokkal.
- Amycus Carrow – Alecto Carrow fivére, Sötét Varázslatok "Kivédése tanár" Perselus Piton igazgatóvá válása után. Megjelenik az első Roxforti ostromban, s ott lesz Dumbledore halálánál. Amycus fittyet hányva a Roxfort törvényeire Cruciatus-átokkal bünteti a diákokat, akár nővére, Alecto. Mi több, fellép az igazgatóhelyettes-posztra is, nevetséges módon Alecto-val együtt. Mikor a hetedik részben meglátja elkábított nővérét, tombolni kezd, s végül Harry Potter állítja meg egy Cruciatus-átokkal. Mikor Amycus kezdett magához térni, Minerva McGalagony Imperius-átok alá veti.
- Antonyin Dolohov – Különös kegyetlenséggel meggyilkolta Gideon és Fabian Prewettet.
- Gibbon – Bűnügye ismeretlen. Részt vesz az első Roxfort-ostromban. Draco Malfoy kérelmére felküldi a Sötét Jegyet a csillagvizsgáló torony fölé. Részt vett volna a csatában, de eltalálta egy halálos átok, amit Thorfinn Rovel küldött, s igazából Remus John Lupinnak szólt.
- Fenrir Greyback – Vérfarkas; nem halálfaló, de az egyik legfőbb szövetségesük.
- Jugson – Bűnügye ismeretlen. Részt vett a minisztériumi csatában, Lucius Malfoy segédjeként.
- Igor Karkarov – A Durmstrang igazgatója, egykori halálfaló; később saját szabadulása érdekében több társát Azkabanba juttatta.
- Bartemius 'Barty' Kupor (az ifjabb) – Megszökött az Azkabanból, felvette Alastor Mordon alakját és a negyedik részben Sötét Varázslatok Kivédését tanított a Roxfortban; Harry életére tört; majd megkapta a dementorcsókot.
- Bellatrix Lestrange – Megszökött az Azkabanból, Narcissa Malfoy és Andromeda Tonks húga, Sirius Black unokatestvére, Rodolphus Lestrange felesége.
- Rabastan Lestrange – Rodolphus fivére.
- Rodolphus Lestrange – Rabastan fivére, Bellatrix Black férje. A Lestrange trió és ifjabb Bartemius Kupor az örökös emléktörlésig kínozta Alice és Frank Longbottomot, s ezért mindnyájukat életfogytiglan ideig Azkaban-ba zárták.
- Walden Macnair – A Minisztérium által foglalkoztatott hóhér
- Draco Malfoy – Voldemort nagyúrtól azt a feladatot kapja, hogy ölje meg Dumbledore-t, de nem tudja megtenni.
- Lucius Malfoy – Draco Malfoy apja.
- Narcissa Malfoy – Draco Malfoy anyja, Bellatrix nővére (nem halálfaló, de teljes mértékben egyetért velük)
- Marius – Fél-halálfaló, akár csak Bleatchley. Amikor Harry, Ron és Hermione behatol a Gringotts Varázslóbankba, az épület bejáratát őrzi. A bejutás érdekében Harry konfúziós-átkot szór rá.
- Mulciber – Az Imperius-átok szakértője, melynek sorozatos használata miatt került Azkabanba. Az ötödik kötetben megjelenik a Minisztériumi háborúban.
- Nott – Bűnügye ismeretlen. Gyermeke, Theodore a Roxfortban, ott is Mardekár-házban tanul. Nott az ötödik részben kiszabadul Azkabanból, de a minisztériumi csata után visszakerül.
- Peter Pettigrew – becenevén Féregfark, Harry szüleinek volt barátja és árulója, animágus, Percy Weasley patkánya volt, de Ron, az öccse megkapta és a 3. részben visszaváltozik emberré. Voldemort szolgája, akit csak gyávaságból nem hagyott el.
- Augustus/Algernon Rookwood – A Rejtély- és Misztériumügyi Főosztály vezetője. Információkat adott ki Voldemortnak a főosztályról és a minisztériumról. A Roxforti Csatában az általa okozott robbanás végzett Fred Weasley-vel.
- Rosier – Bűnügye ismeretlen. Valószínűleg Druella és Evan rokona. Csak említve, Albus Dumbledore által.
- Evan Rosier – Bűnügye ismeretlen. A Wilkes nevű halálfalóval együtt ölték meg az aurorok. Valószínű, hogy rokonságban áll Druella Rosierrel (Cygnus Black felesége, s három lánya van: Andromeda, Narcissa és Bellatrix).
- Wilkes – Bűnügye ismeretlen. Az Evan Rosier nevű halálfalóval együtt ölték meg az aurorok.
- Yaxley – A hetedik részben Voldemort beépített embere a minisztériumban. Megátkozza Pius Ticknesse-t, az egyik legmagasabb rangú tisztviselőt, így a fél minisztériumot Voldemort oldalára fordítja, s később részt vesz Rufus Scrimgeour meggyilkolásában. Mint halálfaló, nincs keresztneve, de rokonságban állhat Lysandra Yaxleyvell, aki II. Arcturus Black felesége. Lysandra gyermekei Callidora Longbottom, Cedrella Weasley és Charis Kupor.[8]
- Perselus Piton – (angolul: Severus Snape) Dumbledore „beépített” embere a halálfalók között, így Voldemort tanácsosa, s egyben bájitaltan tanár, majd a 6. résztől kezdve a Sötét Varázslatok Kivédését oktatja.
- Pius Thicknesse – A hatodik részben magas rangú tisztviselő, de mikor Yaxley az Imperius-átok alá vonja, átáll Voldemorthoz, s Rufus Scrimgeour mágiaügyi miniszter ellen fordul. A 7. részben azt folytatja, amit Yaxley elkezdett: magas rangú tisztviselőket fordít Voldemort nagyúr oldalára, s állást ad a nem körözött halálfalóknak (köztük Yaxleynek, és Albert Runcornnak, amelyet Arthur Weasley észrevesz, és figyelmezteti fiait: téglák vannak a minisztériumban). Pius és az Imperius-sújtottak megkínozták a minisztert, hogy elárulja: hol tartózkodik Harry Potter. Bár Scrimgeour Albus Dumbledore örökségének átadása óta gyűlölte Harryt, mégsem mondta el, hol tartózkodik, ezért a halálfalók és halálfaló-tisztviselők meggyilkolják, és Voldemort parancsára Piust nevezik ki miniszternek. Pius felforgatja a varázslóvilágot: azzal a hazugsággal, hogy Harry gyilkolta meg Dumbledoret, a körözési lista elejére helyezi (1. számú nemkívánatos személy), a halálfalókat kiszabadítja, s a dementorokat a Harryt támogató emberek őrzésére utasította. Pius a Roxfort ostroma után valószínűleg kikerült az Imperius-átok hatása alól. Lemond miniszteri posztjáról, s Kingsley kerül a helyére.
- Thorfinn Rovel – Antonyin Dolohov segédje a hetedik részben, amikor meg próbálja elfogni Harry Pottert. Rovel megjelenik a Roxfort Ostromában s Harry állítólagos meggyilkolásánál.
- Travers – Részt vett a McKinnon család meggyilkolásában (Marlene McKinnon tagja volt Főnix Rendjének). Traverst először a negyedik részben, a merengőben említi meg Igor Karkarov. A 7. részben többször is szerepel: elsőnek akkor, amikor Kingsley Shacklebolt megátkozta, másodszor pedig a trió között, amikor Harry, Ron és Hermione a Gringottsba mennek. Ennek során fény derül rá, hogy idegengyűlölő: mikor Bellatrix Lastrenge (Hermione Granger) bemutatja Dragomir Despardot (Ronald Weasleyt), Travers csak két ujjával fog kezet, mintha attól félne, hogy beszennyezi magát. Travers rész vesz a Roxfort ostromában, melynek során Parvati Patil-lel párbajozik.
- Scabior – Fenrir Greyback segédje a 7. részben. A Malfoy-család nem törődött azzal, hogy a fejvadászsereg fogta el Harry Potter, Ronald Weasley és Hermione Granger trióját, ezért Scabior megtámadta a famíliát. Bellatrix Lestrange kiütötte egy kábító átokkal.
- Selwyn – Bűnügye és keresztneve ismeretlen, de rokonságban van az Umbridge-családdal, melyet maga, Dolores Jane Umbridge is megemlíti a tárgyaláson, amelynek az Albert Runcorn alakjában lévő Harry Potter drámai belépése vet véget. Selwyn a Traversszel együtt megjelenik a Lovegood-háznál, amikor Xenophilius Lovegood elárulta Harry, Ron és Hermione hollétét, annak érdekében, hogy ezzel visszaszerezheti lányát, Lunát. Selwyn megjelenik a Tiltott Rengetegben, Harry meggyilkolásánál.
- Dolores Jane Umbridge – A 7. rész elejétől. Rufus Scrimgeour bukása után az újabban felemelt Mugliivadék-ellenőrző Bizottság vezetője, szimpatizál Albert Runcornnal, Traversszel és Yaxleyvel. Dolores kitett a halálfaló-címért: dementorokkal és láncos székkel vallatta az erősítetlen félvérnek és mugliivadéknak bélyegzett varázslókat és boszorkányokat, bármilyen bizonyítékot mondott egy vádlott, Dolores és Yaxley kinevette és kifogást keresett. Amikor a trió behatol a minisztériumba, Dolores és Yaxley Mary Cattermolet vallatják. Dolores kegyetlenül vallatta Maryt, s mivel azt hazudta Voldemort medáljáról, hogy a Selwyn család öröksége, Harry kábító átkot szór rá és Yaxleyre. Dolores nem viseli a Sötét Jegyet, s nem vett részt a Roxfort Boszorkány- és Varázslóképző Szakkollégium ostromában. A háború után letartóztatták majd bíróság elé állították. A mugliivadékok ellen elkövetett bűncselekmények miatt életfogytig taró Azkaban-fogsásgra ítélték.

## Főnix Rendje
- Albus Dumbledore – vezető

### Eredeti tagok
- Sirius Black – Walpurga és Orion Black gyermeke, testvére Regulus Arcturus. Az ötödik kötetben Bellatrix Lestrange megöli a Rejtély- és Misztériumügyi Főosztály Halál termében.
- Edgar Bones – Amelia Bones, a Varázsbűn-üldözési Főosztály vezetőjének bátyja.
- Caradoc Dearborn – Nyoma veszett, senki nem talált rá. Valószínűleg halálfalók hurcolták el.
- Dedalus Diggle – Törpeméretű öregember, a hetedik részben Hestia Jones-szal együtt a Dursley családot őrzi.
- Elphias Doge – Albus Dumbledore gyermekkori kalandor-barátja, Albus halála után nekrológíró. Idős, ősz hajú ember. Mielőtt elkezdte volna tanulmányait a Roxfortban, sárkányhimlőt kapott, s bár már túl volt a fertőző stádiumon, himlőhelyes arca és bőre zöldes árnyalata miatt nem barátkozott vele senki. Albus Dumbledore – aki egykorú Elphiasszal – szintén kirekesztett volt, mert apját muglik megöléséért az Azkabanba zárták. A két fiú között hamar szoros barátság bontakozott ki.

Miután a két fiatal befejezte tanulmányait a Roxfortban, azt tervezték, hogy mielőtt elkezdik karrierjük építését, elindulnak világot látni. Szándékukat azonban egy sorscsapás meghiúsította. Tervezett indulásuk előestéjén elhunyt Albus anyja, Kendra.
Elphias részt vett a temetésen és egyedül indult útnak. Amíg bejárta a világot, számtalan kalandban volt része. A görögországi kimérák elől menekült, és eljutott egészen az egyiptomi alkimistákig.
Miután megtudta, hogy Albus húga, Ariana meghalt, visszatért Nagy-Britanniába. Voldemort hatalomra jutásakor beállt a Főnix Rendjébe. Amikor felbomlott a Rend, tartotta Dumbledore-ral a kapcsolatot, de legközelebb csak akkor tűnt fel újra, amikor Voldemort visszatért.
Dumbledore halála után írt egy nekrológot, amiben régi barátjáról emlékezik meg.
- Aberforth Dumbledore – Albus öccse, a Szárnyas Vadkan kocsmárosa.
- Benjy Fenwick – Végeztek vele a halálfalók, szétszaggatott holttestére a Főnix Rendje talált rá.
- Arabella Doreen Figg – A Wisteria Sétány lakója, kvibli. Mikor Dursley-ék fontos eseményekre mentek, Harryt mindig nála hagyták.
- Mundungus Fletcher – Szélhámos és gyáva, nemegyszer tiltott árusítást kezdeményezett. A hatodik részben inferusnak adva ki magát, betörési kísérletet kezdeményez, amiért az Azkabanba küldik.
- Rubeus Hagrid – Fridwulfa, az óriásnő, és id. Rubeus Hagrid fia, a Roxfort kulcs- és háztájőrzője.
- Alice Longbottom – Frank Longbottom felesége, Neville édesanyja. Bellatrix, Rabastan, és Rodolphus Lestrange, valamint ifj. Bartemius Kupor súlyosan megkínozzák, amelytől kezelhetetlen emléktörlődést szenved.
- Frank Longbottom – Alice férje, Neville apja. Anyja Augusta. Valószínűleg Harfang Longbottom rokona, aki Callidora Black férje.
- Remus John Lupin – John Leonard Lupin és Julia McCock fia. Apja nem árulta el Fenrir Greyback-nek a vérfarkas-hatástalanító átok ellenbűbáját, ezért megmarja az akkor kisgyermekkorú Remust. Remus felesége Nymphadora Tonks, s a hetedik kötetben mindketten meghalnak.
- Minerva McGalagony – Robert McGalagony és Isobell Ross lánya, Malcolm McGalagony nővére. A Roxfortban az átváltoztatástan és az igazgatóhelyettesi posztot tölti be.
- Marlene McKinnon – Családi információi ismeretlenek. Egy Travers nevű halálfaló kiirtotta a teljes McKinnon famíliát.
- Doras Meadwoves – Voldermort saját kezűleg végzett vele.
- Alastor Mordon – A hetedik részben Harry kimenekítésének vezetője. Minden rendben ment, de társa, Mundungus Fletcher ijedtében dehoppanált. Alastort ez annyira lekötötte, hogy Voldemort hátulról Avada Kedavra-t szórt rá.
- Peter Pettigrew – Ann és Tom Pettigrew fia. Elárulta, hogy James Potter és Lily Evans Fidelius-bűbáj alá vonták a házukat, így Voldemort odarohanhatott, megölte Jamest és Lilyt, de Harry elpusztításánál a gyilkos átok visszapattant rá, és félholtra sebeződött.
- Sturgis Podmore – Valószínűleg Sir Patrick Delaney Podmore rokona. Az ötödik résztől Lucius Malfoy Imperius-átka miatt halálfaló lett.
- Lily Potter – Mugliszületésű, Megan Whitcomb és Harry Evans lánya. A Peter Pettigrew-tól kicsikart információ segítségével Voldemort rájuk rontott, s megölte férjével, James Potterrel együtt.
- Fabian Prewett – Gideon és Molly Prewett testvére. Antonyin Dolohov, a sorozatgyilkos megölte Gideon-nal együtt, Molly azonban még idő előtt hozzáment Arthur Weasley-hez.
- Gideon Prewett – Fabian és Molly Prewett testvére. Antonyin Dolohov megölte bátyjával együtt.
- Perselus Piton – Eileen Prince és Tobias Piton fia, félvér. A hatodik részben a Rend vezetője, Albus Dumbledore megölette magát Perselus-szal, s mivel ezt a többi Rendtag nem tudta, mindenki ellene fordult. A hetedik részben, a Roxfort ostromában Voldemort azzal gyanúsítja, hogy megtartotta a Pálcák Ura hatalmát, s megmaratja horcrux-kígyójával, Nagini-vel. Halála előtt átadja gyermekkora és a Dumbledore-ral folytatott magánbeszélgetései emlékeit a hirtelen befutó Harry James Potter-nek.
- Emmeline Vance – Az ötödik részben tagja Harry testőrgárdájának. Voldemort saját kezűleg gyilkolta meg, Amelia Bones, a Varázsbűn-üldözési Főosztály vezetője után.

### Új tagok
- Fleur Delacour – Apolline és Antoine Delacour lánya, Bill Weasley felesége.
- Hestia Jones – A hetedik részben Dedalus Diggle-lel együtt a Dursley-családot őrzik Voldemort emberei elől.
- Kingsley Shacklebolt – A Főnix Rendje egyik beépített embere a Mágiaügyi Minisztériumban, ő vezeti a Sirius Black utáni hajtóvadászatot, szerinte az egyébként ártatlan férfi Tibetben rejtőzködik. A hetedik részben ő küldi el a mágiaügyi miniszter, Rufus Scrimgeour meggyilkolásának és a minisztérium váratlan pártfordulásának hírét az Odúba. Az Imperius-átok sújtotta miniszter, Pius Thicknesse bukása és Voldemort halála után ő ül a bársonyszékbe.
- Nymphadora Tonks – Andromeda Black és Ted Tonks lánya, Remus Lupin felesége, gyermeke Ted Remus Lupin. A hetedik részben Remus oldalán Bellatrix Lestrange és Fenrir Greyback ellen harcol, előbbi azonban megöli, utóbbi pedig Remust.
- Arthur Weasley – Cedrella Black és Septimus Weasley fia, Ginerva, Ronald, Fred, George, Percy, Charles, és Bill édesapja, felesége Molly Prewett. Sirius Black halála után az egész rend kiköltözik a Grimmauld-téren álló házból, s a Fidelius-bűbájjal védelmezett Odú lesz a főhadiszállás. A filmben Dominic Coleman alakítja.
- Molly Weasley – Arthur Weasley felesége. Testvéreit, Fabiant és Gideont Antonyin Dolohov gyilkolta meg. Molly jelentősebb cselekedete, hogy a roxforti csatában végzett a Cruciatus-mániás halálfalónővel, Bellatrix Lestrange-dzsel.
- Bill Weasley – Fleur Delacour férje, átoktörőként dolgozik a Gringotts megbízásából.
- Charles Weasley – Arthur Weasley és Molly Prewett fia, testvérei Ginerva, Ronald, Fred, George, Percy és Bill. Sárkánykutatóként dolgozik.

### Új tagok (Potterfigyelő)
- Lee Jordan – A Potterfigyelő vezetője, álneve: Folyó. Változó jelszavakkal lehet belépni a rádióadásba.
- Fred Weasley – George Weasley ikertestvére. A Roxfort ostromában egy eltévedt Deprimo-átok következtében ráomlik egy fél folyosó, amitől életét veszti. Álneve: Rágcsáló, majd Kardfogú.
- George Weasley (valószínűleg)
- Remus Lupin, meghívott vendégként, álneve: Romulus.

## A Mágiaügyi Minisztérium emberei
- Cornelius Oswald Caramel, angolul Cornelius Oswald Fudge – 1990 és 1996 között mágiaügyi miniszter. Sokáig nagyon jó viszonya volt Harry Potterrel, azonban a negyedik kötet végén ez megromlik. Az ötödik kötetben lejárató kampányt indít Potter és Dumbledore ellen. A hatodik kötetben felhívja a mugli miniszterelnök figyelmét a közelgő háborúra majd bemutatja utódját, Rufus Scrimgeourt.

### Rejtély- és Misztériumügyi Főosztály
Vezető: Broderick O'Men
Idő kamra:
Vezető:
Dolgozók: Caarog (esetleg)
Próféciák terme:
Vezető: Augustus/Algernon Rookwood – Voldemort nagyúr beépített embere Albert Runcorn és Lucius Malfoy mellett, egészen Igor Karkarov vallomásáig.
Dolgozók:
Halál Kamra:
Vezető:
Dolgozók:
Agy Szoba:
Vezető:
Dolgozók:
Bolygó Szoba:
Vezető:
Dolgozók:
Zárt Szoba:
Kísérleti Bűbájok Bizottsága:
Vezető: Gilbert Wimple
Dolgozók:

### Mágikus Gondnokság
Vezető: Reginald Cattermole
Dolgozók:

### Varázsjátékok és Mágikus Sportok Főosztálya
Vezető: Ludovic Bumfolt – a Varázsjátékok és Mágikus Sportok Főosztályának vezetője. Először a Harry Potter és a Tűz Serlege című kötetben jelent meg. A hajdani kviddicsjátékos nem veszi komolyan a minisztériumi munkáját, de kellemes társasági embernek tartják. Harry segítőkésznek véli, ám utóbb beismeri, hogy van benne valami gyanús. Szeret fogadni, de nem játszik tisztességesen: a kviddics-világkupa alatt a Weasley-ikreket is becsapta.
Brit-Ír Kviddicsliga irodája:
Vezető:
Dolgozók:
Nemzetközi Köpkő Klub:
Vezető:
Dolgozók:
Bizarr Találmányok Szabadalmi Hivatala:
Vezető: Bertha Jorkins: A Mágiaügyi Minisztérium dolgozója, Ludo Bumfolt beosztottja, bár a minisztérium több osztályán is dolgozott már. A negyedik rész elején Voldemort nagyúr kiszedi belőle a szükséges információkat a Trimágus Tusával kapcsolatban, majd megöli. Halála idején Albániában tartózkodik, pont ott, ahol a Nagyúr rejtekhelye található.
Dolgozók:

### Mágikus Közlekedésügyi Főosztály
Vezető:
Hop-hálózati Felügyelet
Vezető:
Dolgozók:
Seprű-ellenőrzési Hivatal
Vezető:
Dolgozók:
Zsupszkulcs Felügyelet
Vezető:
Dolgozók:
Hoppanálási Vizsgaközpont
Vezető: Wilkie Derreng
Dolgozók:

### Nemzetközi Máguskapcsolatok Főosztálya
Vezető:
- Bartemius Kupor (az idősebb) – a Nemzetközi Máguskapcsolatok Főosztályának vezetője. Mániákusan szabálytisztelő személy, aki mindig nagyon rendezett, tiszteletet parancsoló külsővel mutatkozik. Első alkalommal a Harry Potter és a tűz serlege című könyvben, a kviddics világkupa döntőjén jelenik meg, mikor a régi halálfalók "felfordulást" csinálnak a stadion melletti kempingben. Ott az erdőben találkozik Harryvel és barátaival, miután egy ismeretlen személy felküldte az égre a Sötét Jegyet. Az esetet követően kollégáival rossz viszonyba kerül, valamint elbocsátja házimanóját, Winkyt. Családja története miatt rendkívül érzékeny mindenre, ami rossz fényt vethet tekintélyére és jóhírére.

Nemzetközi Varázskereskedelmi Felügyelőtestület
Vezető:
Dolgozók:
Nemzetközi Varázsjogi Hivatal
Vezető:
Dolgozók:
Mágusok Nemzetközi Szövetségének Brit Tagozata
Vezető:
Dolgozók:

### Varázslény-felügyeleti Főosztály
Vezető:
Bestia tagozat
Vezető:
- Grogan Stump

Dolgozók:
- Amos Diggory – Cedric Diggory apja, a Varázslény-felügyeleti Főosztályon dolgozik. Amikor ifjabb Bartemius Kupor fellövi a Sötét Jegyet a kviddics világkupadöntő után, a minisztériumi varázslók kábító átkokat lőnek a helyszínre, s az egyik eltalálja. Amos kutatni kezd a Jegy fellövője után, de csak Winkyt, a Kupor család házimanóját találja meg.
- Bob – A tűzköpő csirke szállítója az ötödik kötetben. Ennek során Arthur Weasley-vel beszélget.
- Walden Macnair – Hóhér, Lucius Malfoy és Albert Runcorn mellett Voldemort beépített halálfalója.

Mágus-kentaur Kapcsolatok Hivatala
Vezető:
Dolgozók:
Veszélyes Lények Likvidálását Jóváhagyó Bizottság
Vezető:
Dolgozók:
Vérfarkas Nyilvántartó- és Befogó Egység
Vezető:
Dolgozók:
Sárkányügyi Kutató- Ellenőrző Központ
Vezető:
Dolgozók:
- Charles Weasley – Arthur Weasley és Molly Prewett fia. Testvérei Bill, Percy, Fred, George, Ronald és Ginerva.

Értelmes Lény Tagozat
Vezető:
Dolgozók:
Mágus-kobold Kapcsolatok Hivatala
Vezető:
- Cuthbert Mockridge
- Dirk Cresswell

Dolgozók:
Házimanó Áttelepítési Részleg
Vezető:
- Hermione Jean Granger – Ronald Weasley felesége, Hugo és Rose Weasley édesanyja.

Dolgozók:
Vérfarkassegítő Iroda
Vezető:
Dolgozók:
Szellem Tagozat
Vezető:
Dolgozók:
Kártevőügyi Tanácsadói Iroda
Vezető:
Dolgozók:

### Mágikus Balesetek és Katasztrófák Főosztálya
Vezető:
Varázsbaj-elhárító Osztag
Vezető:
Dolgozók:
Amneziátor Parancsnokság
Vezető:
Dolgozók:
- Arnold Peasegold – amneziátor, a Varázsbaj-elhárító Osztag tagja.

Muglimagyarázat Szerkesztő Bizottság
Vezető:
Dolgozók:
Félrevezetési Ügyosztály
Vezető:
Dolgozók:
Mágus-Mugli Kapcsolatok Hivatala
Vezető:
Dolgozók:

### Varázsbűn-üldözési Főosztály
Vezető:
- Justus Pilliwicke – Az egyik legfigyelemreméltóbb főosztályvezető.
- Bartemius Kupor (az idősebb) – Több elítélt halálfaló, köztük Antonyin Dolohov, Evan Rosier, Augustus/Algernon Rookwood, Mulciber és Travers bebörtönözője. Fiát, ifjabb Bartemius Kuport is ő ítélte el, amire Albus Dumbledore úgy emlékszik vissza, mint az addigi legborzalmasabb tárgyalásra.
- Amelia Bones – A Winzengamot tagja, patrónus-szakértő, a varázslótársadalom közismert és közkedvelt alakja. Voldemort saját kezűleg gyilkolja meg. Unokahúga, Susan Bones, a Roxfortban tanul.
- Pius Thicknesse – A hetedik részben (Harry Potter és a Halál ereklyéi) tűnik fel. Voldemort az Imperius-átok hatása alá vonta őt, így Thicknesse az ő embere addig a napig, amíg Voldemort meg nem hal. Amikor az átok eltalálja őt, akkor csak egy egyszerű, ám igen fontos főosztályvezető, de Voldemort irányítása alatt és segítségével felkapaszkodik egészen a csúcsra a mágiaügyi miniszteri székig. Ezzel Voldemort és a halálfalók átvették a hatalmat a varázsvilág nagy része fölött. Thicknesse-től igen tartanak az emberek, mivel nyíltan halálfaló lett.
- Corban Yaxley – A 7. rész elejétől a Varázsbűn-üldözési Főosztály vezetője, Voldemort beépített embere. Imperius-átok alá vonja Pius Ticknesset, aki később folytatja, amit megátkozója elkezdett: magas rangú tisztviselőket fordít Voldemort oldalára. Még a hatalomátvétel előtt elmondja Voldemortnak: immár a fél minisztérium őt segíti, köszönhetően, hogy Pius kapcsolatban áll szinte az összes főosztályvezetővel, és hogy sikerült megbolondítani Dawlish aurort a konfúziós-bűbájnak köszönhetően. Perselus Piton azonban megemlíti, hogy Dawlish érzékeny a konfúzióra, s hogy a Főnix Rendje hamis dátumot adott meg Harry Potter kiköltözésével kapcsolatban (néhány rendtag tudta, hogy hamarosan Voldemorté a minisztérium). Yaxley szimpatizál Albert Runcorn és Dolores Jane Umbridge halálfalókkal. Mikor Harry, Ron és Hermione behatolnak a minisztérium épületébe, Yaxley megfenyegeti a Reginald Cattermole alakjában lévő Ronald Bilius Weasleyt: ha nem állítja le a Varázsbűn-üldözési Irodában az esőt, azonnal elítéli a feleségét, a mugliivadék Mary Cattermolet. Az igazság az, hogy Dolores és Yaxley minden eddigi mugliutódot elítéltek, így Maryvel is ez lett volna, ha az Albert Runcorn alakját használó Harry el nem kábítja a zsarnok párost. Mikor Harry, Ron és Hermione menekülni kényszerülnek, Yaxley rájön, hogy a trió nem is Albert, Reginald és Mafalda csoportja, hanem a három fő körözött. Yaxley megjelenik a Roxfort ostromában, s megjelenik a Harryben rejtőző horcrux elpusztításánál.

Auror Parancsnokság
Vezető:
Rufus Scrimgeour
Gawain Robards
Harry Potter
Dolgozók:
- John Dawlish – Legelőször az ötödik részben jelenik meg, amikor Albus Dumbledoret letartóztatják. Dawlish és Kingsley Shacklebolt felügyelte az eseményt, bár mindketten másnak drukkoltak: Kingsley Dumbledorenak és Harrynek, Dawlish pedig Cornelius Caramelnek és Dolores Jane Umbridgenek. Mielőtt Dumbledore elmenekül, konfúziós átkot szór Dawlishre. Nem sokkal később, mikor Dolores letartóztatja Rubeus Hagridot, Dawlish beáll az aurorhadseregbe, mely Dolorest kíséri. Legközelebb a hatodik részben szerepel, amikor másik 3 auror társaságában Roxmorts falut felügyeli és védelmezi. A halálfaló Yaxley – mint a Varázsbűn-üldözési Főosztály vezetője – Dawlishhez fordul, és elmegyengítő átkot (konfúziós bűbájt) szór rá. A kába Dawlish elárulja Harry Potter átköltöztetési dátumát, bár se ő, se Yaxley nem tudta, hogy a Főnix Rendje hamis dátumot adott meg (a rend már tudta, hogy téglák vannak a minisztériumban, köztük Yaxley, Albert Runcorn, Dolores Jane Umbridge is). Dawlish legközelebb Dirk Cresswel letartóztatásánál szerepel. Miközben Dawlish vezetésével az Azkabanba szállítja egy aurorhadsereg, Dirk pálcát ránt, és a szerencsétlen auror gyenge pontját kihasználva konfúziós-bűbájt szór rá. Voldemort halála után valószínűleg kikerül az Imperius-átok hatása alól.
- Bertie Higgs – Rufus Scrimgeour auror kollégája, csak a hatodik részben, Cormac McLaggen elbeszéléséből ismerve.
- Alice Longbottom – Frank Longbottom felesége. Ő is részesült a Lestrange trió és ifjabb Bartemius Kupor által rendezett Cruciatus-razzián.
- Frank Longbottom – Augusta Longbottom fia, valószínűleg Harfang Longbottom rokona. A Főnix Rendjének egyik eredeti tagja, ám amikor Bellatrix, Rabastan és Rodolphus Lestrange, illetve ifjabb Bartemius Kupor súlyos Cruciatus-terápiát rendeznek neki és feleségének, Alice-nak, gyógyíthatatlan emléktörlést szenved. Ennek köszönhető, hogy mindkét munkahelyéről kikerült, sőt, örökre a Szent Mungo Varázsnyavalya és Ragálykúráló Ispotályba helyezték.
- Alastor Mordon (Alastor Moody) – Az egyik legtapasztaltabb, de egyben legkegyetlenebb auror. Több különös tárgy is a bortokában van: egy gigantikus gépszem, mellyel átlát a falakon, ajtókon, csapóajtókon, egy döngő faláb, és egy ládányi bűnüldöző eszköz, például malíciamutató-tükör és Subrosa-szenzor. Tagja a Főnix Rendjének, a hetedik kötetben Harry Potter átszállításánál Mundungus Fletcher rejtélyes dehoppanálásának tanulmányozása közben Voldemort a háta mögé repül, s egy gyilkos átokkal lelöki a seprűjéről.
- Proudfoot – Nymphadora Tonks, John Dawlish és Savage munkatársa a hatodik kötetben, Roxmorts és Roxfort védelmezésénél.
- Savage – Nymphadora Tonks, John Dawlish és Proudfoot munkatársa a hatodik kötetben, Roxmorts és Roxfort védelmezésénél.
- Kingsley Shacklebolt a Főnix Rendjének egyik tagja. Magas, fekete bőrű, kopasz ember, arany fülbevalót visel. Mély hangú, ezt J.K. Rowling többször említi könyveiben. Mikor a Mágiaügyi Minisztérium Hivatalos álláspontja szerint is visszatért Ő, Akit Nem Nevezünk A Nevén, ő vigyázott a mugli miniszterelnökre, ám hivatalosan az új titkára volt. Shacklebolt patrónusa egy hiúz, vele küldi el Scrimgeour halálhírét az Odúba. A végső harc után ő ülhet a mágiaügyi miniszter székébe.
- Nymphadora Tonks – A Főnix Rendjének tagja. Utálja a nevét, helyette csak simán Tonksnak hívatja magát.
- Tiberius – Vezetékneve ismeretlen. Cormac McLaggen bácsikája, ő is említi meg a hatodik részben Horatius Lumpsluck vonatbeli beszélgetőshow-ján.
- Ronald Weasley – Mivel sikeresen harcolt a Roxforti csatában, RAVASZ nélkül válhatott aurorrá.
- Williamson – Az ötödik rész végén, a Minisztérium Ostroma után Cornelius Oswald Caramel mágiaügyi miniszter leküldi a Rejtély- és Misztériumügyi Főosztályon lévő, összekötözött halálfalócsoportért.

Varázsbűn-üldözési Kommandó
Vezető:
Dolgozók:
- Bob Ogden – megpróbálta letartóztatni Morfin Gomoldot, (elsőre) sikertelenül.
- Selwyn – Egykori halálfaló, leginkább bagolyfogadóként dolgozik a kommandónál. Legfőbb segédje Travers.
- Travers – Selwyn legfőbb munkatársa.
- Elphinstone Urquart – Minerva McGalagony férje. A roxforti igazgatóhelyettes azonban nem változtatta meg a vezetéknevét.[9]

Winzengamot Végrehajtási Szolgálat
Vezető:
Dolgozók:
- Tiberius Ogden – a Winzengamot egyik tagja volt. Tiltakozásul lemondott posztjáról, amikor Cornelis Caramel kinevezte Dolores Umbridge-ot főinspektornak a Roxfort Boszorkány- és Varázslóképző Szakiskolába. A Mágiaügyi Minisztérium így akart lejárató kampányt indítani Albus Dumbledore és Harry Potter ellen. Ráadásul a Reggeli Próféta című újság is a szócsöve volt a miniszternek. Dombors professzor egyik vizsgáztatójának) a barátja.[10] Rokonságban állhat Bob Ogdennel, aki a Mágiaügyi Minisztériumban a Varázsbűn-üldözési Főosztály munkatársa volt.[11]

Hamis Védővarázsok és Önvédelmi Eszközök Felkutatása és Elkobzása Ügyosztály
Vezető:
- Arthur Weasley – Itt 10 ember dolgozott az irányítása alatt. Albus Dumbledore halála után a Főnix Rendjének beépített embere, akárcsak Albert Runcorn Voldemort nagyúr esetében. Dumbledore halála felforgatta a minisztériumot, ezért Arthurnak (feltehetőleg) mindennap dolgoznia kellett, ügyosztályvezetői és ügynöki teendőivel egyaránt. Hallotta rebesgetni, hogy azért gyilkolták meg Rufus Scrimgeour mágiaügyi minisztert, mivel az nem árulta el Harry Potter hollétét. Arthurt megfigyelés alatt tartották a munkahelyén, aki kénytelen volt elviselni a beiktatott halálfalókat. Legnagyobb ellensége Albert Runcorn, a Mugliivadék-ellenőrző Bizottság munkatársa volt. Miután Voldemort meghalt, s a minisztérium visszaállt, valószínűleg előléptették.

Dolgozók:
Mugli Tárgyakkal Való Visszaélési Ügyosztály
Vezető:
- Arthur Weasley – Ezen főosztályon csak egy kollégája, Perkins volt, bár ebben a szakmában még Cornelius Caramel sem vette komolyan.

Dolgozók:
- Perkins – Arthur Weasley kollégája, a megvadult mugli teáskészlet ártalmatlanítója.

Mugliivadék-ellenőrző Bizottság
Vezető:
- Dolores Jane Umbridge

Dolgozók:
- Albert Runcorn – fontos beosztású alkalmazott a 7. részben, nagyban szimpatizál a halálfalókkal és a mugli születésűek üldözője.

Varázshasználati Főosztály
Vezető:
- Mafalda Hopkirk

Dolgozók:
Mágiai Vizsgahivatal
Vezető:
- Griselda Marchbanks a Wizengamot egyik tagja és a Mágiai Vizsgahivatal vezetője. Amikor Cornelius Caramel miniszter a Roxfortba telepítette államtitkárát, saját befolyása alá vonva az intézetet, Griselda Marchbanks tiltakozásul kilépett a bírói testületből. Marchbanks professzor a fővizsgáztató a Roxfort Boszorkány- és Varázslóképző Szakiskola R.B.F. (Rendes Bűbájos Fokozat) és RAVASZ (Rémisztően Agyfacsaró Varázstani Szigorlat) vizsgáin. A varázslóasszony már régóta hivatalban van, ő vizsgáztatta Albus Dumbledore-t is.

Dolgozók:
Tárgybűvölésügyi Ellenőrző és Nyilvántartó Hivatal
Vezető:
Dolgozók:
Animágus Nyilvántartó Hivatal
Vezető:
Dolgozók:

### Miniszteri Hivatal
- Dolores Jane Umbridge – államtitkár.
- Percy Ignatius Weasley – titkársági fősegéd.

### Egyéb
- Merope Gomold – Bob Ogden emlékében ismerjük meg. Édesapja, Rowle nem szerette annyira, mint fiát, Morfint. Merope kis mértékben szellemi fogyatékos. Beleszeretett egy mugli fiúba, Tom Denembe, akit szerelmi bájital segítségével magába bolondított. Denem feleségül vette a fiatal boszorkányt, de később magára hagyta az akkor már várandós feleségét. Merope meghalt, amikor a fia, a későbbi Voldemort, megszületett.
- Eric Monk – A Mágiaügyi Minisztérium őrvarázslója. A Harry Potter és a Főnix rendje című könyvben kétszer is feltűnik. Először, amikor Harry Potter fegyelmi tárgyalásra megy a Minisztériumba. Ő ellenőrzi Harry pálcáját a belépés után. Másodszor, amikor letartóztatja Sturgis Podmore-t, a Főnix rendjének tagját egy behatolási kísérlet miatt.

### Mágiaügyi Miniszterek
- Ulick Gamp
- Damocles Rowle
- Perseus Parkinson
- Eldritch Diggory
- Albert Boot
- Basil Flack
- Hesphaestus Gore
- Maximilian Crowdy
- Porteus Knatchbull
- Unchtous Osbert
- Artemisia Lufkin
- Grogan Strump
- Josephina Flint
- Ottaline Gambol
- Rodolphus Lestrange
- Hortensia Milliphut
- Evangeline Orpington
- Priscilla Dupont
- Dugald McPhail
- Faris Spout-hole Spavin
- Vencusia Crickery
- Archer Evermonde
- Lorcan McLaird
- Hector Fawley
- Leonard Spencer-Moon
- Wilhelmina Tuft
- Ignatius Tuft
- Nobby Leach
- Eugenia Jenkins
- Harold Minchum
- Millicent Bagnold
- Cornelius Oswald Caramel
- Rufus Scrimgeour
- Kingsley Shacklebolt
- Pius Thicknesse
- Hermione Granger

## További varázslók és boszorkányok
A
Arabella Figg – Harryt nála akarják hagyni, míg Dudleyt elviszik az állatkertbe. De mivel eltörött a lába, nem tudott Harryre vigyázni. Két utcával odébb lakott Dursleyéktól. Harry nagyon utált Mrs. Figgnél vendégeskedni, mert az egész ház káposztaszagú volt, és minden alkalommal végig kellett néznie a fotókat az öregasszony megboldogult macskáiról. Ismert macskái: Kormi, Cirmos, Nyávi és Tappancs. Dudley a versenybiciklije próbaútján elütötte a Privet Drive-on mankózó Mrs. Figget. Kiderült, hogy azért tört el a lába, mert keresztülesett az egyik macskáján, úgyhogy már nem is szereti annyira a cicákat. Megengedte, hogy Harry tévét nézzen, sőt megkínálta csokis sütivel (ami – az ízéből ítélve – többéves múltra tekinthetett vissza)
Dursleyék, ha nyaralni mentek, mindig otthagyták Harryt megőrzésre egy Mrs Figg nevű öregasszonynál. Házának összes helyiségében átható macskaszag terjengett. Dumbledore egy ízben utal rá – egy Sirius Blackkel folytatott beszélgetése során –, hogy Arabella Figg – Remus Lupinnal és Mundungus Fletcherrel együtt – a régi csapat tagja.
(Ez utóbbi a kötet 36. fejezetében, Az utak elválnak címűben történt. Mivel a beszélgetésnél Harry is jelen volt, csak egy magyarázat van, nem is gondolt arra, hogy az általa ismert Mrs Figgnek bármilyen kapcsolata lehet a varázslók világával.)
B
- Ambrosius Belesh – a roxmortsi Mézesfalás tulajdonosa.
- Alexia Walkin Black – Családi információi a többi Black-hez képest csak feltételezésekből állnak.
- Alphard Black – Sirius nagybátyja, ő vezette rá Sirius-t az igazságra, miszerint a kivblik, muglik, mugliivadékok és félvérek ugyanannyit érnek, mint az aranyvérűek.
- Araminta Meliflua Black – Sirius másik nagynénje. Megpróbálta elérni, hogy legalizálják a muglivadászatot.
- Arcturus Black I – Családi információi a többi Black-hez képest csak feltételezésekből állnak.
- Arcturus Black II – Lysandra Yaxley férje. Gyermekei Cedrella Weasley, Callidora Longbottom és Charis Kupor.
- Arcturus Black III – Phineas Nigellus Black és Ursula Flint unokája.
- Belvina Black – Charis Kupor apai nagynénje, Phineas Nigellus Black és Ursula Flint gyermeke.
- Callidora Black – Lysandra Yaxley és idősebb Arcturus Black lánya. Testvérei Cedrella és Charis. Férje Harfang Longbottom.
- Cassiopeia Black – Phineas Nigellus Black és Ursula Flint unokája.
- Cedrella Black – Lysandra Yaxley és idősebb Arcturus Black lánya. Testvérei Callidora és Charis. Férje a vérárulónak kikiáltott Septimus Weasley, s ezért Cedrella-t kitagadták.
- Charis Black – Lysandra Yaxley és idősebb Arcturus Black lánya. Testvérei Callidora és Cedrella, férje Caspar Kupor.
- Cygnus Black I – Családi információi a többi Black-hez képest csak feltételezésekből állnak.
- Cygnus Black II – Phineas Nigellus Black és Ursula Flint fia.
- Cygnus Black III – Druella Rosier felesége, Bellatrix, Andromeda és Narcissa Black édesapja. Fivérével, Orion Black-kel együtt egyetért Voldemort eszméivel, sőt, Cygnus teljes mértékben halálfaló.
- Dorea Black – Phineas Nigellus Black és Ursula Flint unokája. Férje Charlus Potter.
- Eduardus Limette Black – Phoebe, Licorus és Alexia Walkin Black lehetséges testvére. Kitagadták.
- Elladora Black – Sirius nagynénje. Bevezette azt a szokást, hogy a Black família tagja lefejezik a házimanókat, mikor azok már öregségük miatt nem képesek felszolgálni a teát.
- Isla Black – Belvina Black nagynénje.
- Licorus Black – Eduardus Limette, Alexia Walkin és Phoebe Black lehetséges testvére.
- Lucretia Black – Idősebb Sirius Black unokája.
- Lycoris Black – Phineas Nigellus Black és Ursula Flint unokája.
- Marius Black – Phineas Nigellus Black és Ursula Flint unokája.
- Misapinoa Black – Jimbo Blishwick felesége. Valószínűleg nincs gyermeke.[12]
- Orion Black – Walpurga Black felesége, Sirius és ifjabb Regulus Arcturus Black édesapja. Nem halálfaló, de egyet ért Voldemort eszméivel.
- Phineas Black – Phineas Nigellus Black és Ursula Flint gyermeke.
- Phoebe Black – Alexia Walkin és Eduardus Limette Black lehetséges testvére.
- Pollux Black – Phineas Nigellus Black és Ursula Flint unokája.
- Sirius Black I – Phineas Nigellus Black és Ursula Flint gyermeke.
- Walburga Black – Sirius és Regulus Black édesanyja, valamint Orion Black felesége. Grimmauld tér 12-es szám alatti házában halála napjáig számon tartotta családja vérvonalát. Dédapja Phineas Nigellus Black, a Roxfort egykori igazgatója.
- Jimbo Blishwick – Misapinoa Black férje.
- Bogoly Berti – a Mindenízű Drazsé forgalmazója.
- Bathilda Bircsók – Az első hat kötetben csak említés szintjén szerepelt, mint A mágia története c. tankönyv szerzője. Harry Potter és a Halál ereklyéiben egyrészt Rita Vitrol egyik fő információforrása az Albus Dumbledore emlékét besározó Hírnév és hazugságok – Albus Dumbledore élete című biográfia írása során, másrészt Voldemort, miután végzett az öreg mágiatörténésszel, az ő holttestét használja fel, hogy tőrbe csalja Harry Pottert. Harmadrészt mind Harry, mind Voldemort Bathilda Godric’s Hollow-i házában fedezik fel Gellert Grindelwald ifjúkori fényképét, s ez az információ a Halál ereklyéi (illetve Voldemort esetében csak a Pálcák Ura) utáni nyomozásban döntő fontosságú. Közeli barátságban állt Dumbledore-ral.
- Kevin Bletchley – Egykori mardekáros, más tudnivaló nincs róla. Rokonságban állhat Madam Bletchley-vel és az Arthur Weasley által említett, ismeretlen keresztnevű Bletchley-vel.
- Borgin – a Borgin & Burkes feketemágia-szaküzlet társtulajdonosa a Zsebpiszok közben.
- Bozo – fényképész
- Angus Buchanan – Mary Proctor és Joh Buchanan fia.
- Flora Buchanan – Mary Proctor és John Buchanan lánya.
- Hamish Buchanan – Mary Proctor és John Buvhanan fia.
- John Buchanan – Mary Proctor férje. Tizenegy gyermeke van, köztük Angus, Flora és Hamish ismert.
- Violetta Bulstrode – idősebb Cygnus Black felesége. Valószínűleg Milicent Bulstrode rokona.
- Caractacus Burke – a Borgin & Burkes feketemágia-szaküzlet társtulajdonosa a Zsebpiszok közben.
- Herbert Burke – Pollux Black nagybátyja.

C
- Shaozu Chang – Cho Chang édesapja.
- Ellen Cracknell – Orfold Umbridge felesége, kvibli.
- Irma Crak – Pollux Black felesége, valószínűleg Vincent Crak rokona. Ez utóbbi sokáig a Malfoy-família rajongója.

D
- Hector Dagworth-Granger – A Bájitalok Exkluzív Társaságának alapítója. Esetleges távoli rokonai lehetnek a Granger család tagjai, Hermione, Jean és Tom.
- Antoine Delacour – Fleur apja, Apolline férje.
- Apolline Delacour – Fleur anyja, Ruetaluclac, a véla lánya.
- Fleur Isebelle Delacour – a Beauxbatons bajnoka, egynegyed részt véla, később Bill Weasley felesége.
- Gabrielle Delacour – Fleur Delacour húga
- Aberforth Dumbledore – Albus Dumbledore testvére, a Szárnyas Vadkan kocsmárosa.
- Ariana Dumbledore – Albus Dumbledore és Aberforth Dumbledore húga. Szülei Kendra és Percival Dumbledore voltak. Sokáig azt híresztelték róla, hogy kvibli (varázstalan ember) volt. Valójában azonban Ariana boszorkány volt, de ezt eltitkolta, mert hatéves korában súlyosan bántalmazta három mugli fiú, amikor varázsolni látták. Ariana depressziós lett, többet nem merte használni a varázserejét. De az elfojtott mágia sokszor ellene fordult, és ilyenkor a kislány "nagyon csúnya dolgokra" volt képes. Amikor Albus összeveszett Gellert Grindelwalddal, és párbajoztak, Arianát véletlenül eltalálta az egyik átok, és meghalt.
- Kendra Dumbledore – Percival Dumbledore felesége, gyermekei Albus, Aberforth és Ariana Dumbledore. Sárvérű, de Elphias Doge nekrológja szerint sosem szégyellte származását.
- Percival Dumbledore – Albus Dumbledore, Ariana Dumbledore és Aberforth Dumbledore édesapja. Amikor lányát, Arianát muglik bántalmazták, akkor bosszúból megölte a gyerekeket. Ezért a varázslók börtönébe, Azkabanba küldték.

F
- Bella Farley – Rokonaival, Jake-el, Charlie-el, és Madge-el együtt halálfalók rabolták el. Csak említve a Halál Ereklyéi film változatában.
- Charlie Farley – Bella, Jake és Madge Farley rokona. Halálfalók rabolták el.
- Jake Farley – Bella, Charlie és Madge Farley rokona. A halálfalók elhurcolták.
- Madge Farley – Bella, Charlie és Jake Farley rokona.
- Arabella Doreen Figg – özvegyasszony, a Wisteria sétány lakója. Dudley Dursley születésnapi kirándulásainak ideje alatt nála tölti a napot Harry. Kvibli, tagja a Főnix Rendjének.
- Nicolas Flamel – varázsló, alkimista; sikerült elkészítenie a bölcsek kövét. Valós személy is, legendák szerint valóban kísérletezett a "Bölcsek köve" és az "élet elixírje" előállításával.
- Mundungus Fletcher – szélhámos, a Főnix Rendjének tagja.
- Ursula Flint – Lysandra Yaxley unokája, a folyton kellemetlenkedő és szemtelen Phineas Nigellus Black férje. Gyermekei: idősebb Sirius, Phineas, idősebb Cygnus, Belvina, és idősebb Arcturus Black. Unokái: III. Arcturus, Lycoris, Regulus, Pollux, Cassiopeia, Marius, Dorea, Callidora, Cedrella és Charis Black. Továbbá lehetséges, hogy Marcus Flint is.
- Florean Fortescue – Fagylaltszalon-tulajdonos az Abszol-úton.

G
- Hesper Gamp – Pollux Black nagynénje. A részekben többször megemlítődik a Gamp-féle törvény, Hesper valószínűleg kapcsolatban áll a törvényalkotóval.
- Theodorina Genova – Viktor Krum édesanyja, egy múzeumban ismerkedett össze Viktor apjával, Bozhidar Todorov-val.
- Gomold család Merope Gomold – Voldemort anyja, aki meghalt fia születésekor
- Morfin Gomold – Voldemort nagybátyja.
- Rowle Gomold – Voldemort nagyapja, Merope és Morfin apja, Mardekár Malazár leszármazottja. Rowle Gomold volt családja utolsó pátriárkája. Börtönbe került fiával együtt, miután megtámadott egy minisztériumi varázslót. Ott egészsége erőteljesen megromlott, nem sokkal hazatérése után meghalt. Dédelgetett értéktárgya aranyvérűségét igazoló pecsétgyűrűje volt, amin a Peverellek címere volt látható.
- Gellert Grindelwald – sötét varázsló, Albus Dumbledore fiatalkori barátja, társa a Halál Ereklyéinek felkutatásában. Elsőként a Bölcsek kövében említik, de csak a hetedik könyvben derül ki a történetben játszott szerepe. Miután Grindelwaldot utolsó előtti évében kirúgták Durmstrangból, veszélyes kísérletei miatt, meglátogatta nagynénjét, Bathilda Bircsókot Godric’s Hollowban. Itt találkozott Dumbledore-ral, és a két tehetséges fiatal között hamar barátság szövődött. Az írónő azt nyilatkozta, hogy Dumbledore a barátságon kívül mást is érzett iránta: szerelmet. Rowling nyilatkozásából viszont nem derült ki, hogy Grindelwald is táplálta-e ezt az érzést Dumbledore felé. Erejüket és tudásukat a világuralom megszerzésére akarták használni, egy olyan rendszer kiépítésére, melyben a varázslók nem rejtőznek el a muglik elől, hanem ők a társadalom vezető rétege, uralkodó osztálya. Tudták ugyan, hogy ez a forradalom áldozatokat követel majd, de készek voltak vállalni ezt „a nagyobb jó érdekében” (ez lett később Grindelwald jelszava). Dumbledore és Grindelwald kapcsolatának tragédia vetett véget: egy párbajban, melyet Dumbledore, Grindelwald és Dumbledore öccse, Aberforth vívott, meghalt Dumbledore kishúga, a súlyos beteg Ariana. Noha senki sem tudta meg, ki a kislány valódi gyilkosa, Grindelwald a felelősség elől elmenekült, és egy jó ideig nem is látta Dumbledore-t. Grindelwald Európában – Nagy-Britanniát gondosan kihagyva – tört hatalomra, a Halál Ereklyéinek szimbólumát tévén meg jelképeként, a nagyobb jó érdekének jelszava alatt. Még fiatalon ellopta Gregorovics pálcakészítő mestertől a Pálcák Urát, a Halál Ereklyéinek egyikét. Nurmengard börtönét ő maga építette politikai ellenségei számára, melynek bejárata fölé jelmondatát véste. Grindelwald gyakorlatba ültette az annak idején Dumbledore-ral közösen szőtt álmait, s kegyetlen tetteinek csak az Albusszal való viszontlátás szabott gátat: Dumbledore ekkor legyőzte őt, s így Grindelwald saját börtönébe, a Nurmengardba került. Fél évszázadon keresztül raboskodott ott, valószínűleg meg is bánta tetteit. Halálát a Pálcák Urát kutató Voldemort okozta, mivel Grindelwald nem árulta el neki, mi lett régi fegyverével, megölte.
- Gladys Gudgeon – Gilderoy Lockhart egyik leghűségesebb rajongója.
- Gregorovics – varázspálca-készítő, sokak szerint jobb, mint Mr. Ollivander, és még többet tud a pálcákról. Viktor Krum pálcáját is ő készítette. A hetedik kötetben Voldemort öli meg családjával együtt. Ollivander mondja el Harryéknek hogy annak idején Gregorovics azt terjesztette, nála van a Pálcák Ura. Ollivander azt gondolja, hogy ezt csak az üzlet fellendítése érdekében mondta, de amint az később kiderül, tényleg tulajdonosa volt a pálcának. Az emlékeiből kiderül hogy a Pálcák Urát Grindelwald lopta el tőle

H
- Rubeus Hagrid (az idősebb) – Ifjabb Rubeus Hagrid apja, felesége Fridwulfa, a lebecsmérlő óriásnő. Rubeus egy kikötő tervezésének munkatársa volt, s az ehhez szükséges területfelmérésen egy quintaped megette.
- Bob Hitchens – Isla Black férje.
- Egmont Hobday – Hillard és Violetta fia, születését megemlítik a Reggeli Prófétában. Valószínűleg Oakden Hobday rokona.
- Hillard Hobday – Violetta Hobday férje, szintén csak a Reggeli Prófétából ismerve. Fia Egmont.
- Oakden Hobday – Egykori Sötét Varázslatok Kivédése tanár. Rokonságban állhat Egmonttal, Hillarddal, és Violettával.
- Violetta Hobday – Középkorú boszorkány, csak a Reggeli Próféta hírleveleiből ismerve. Férje Hillard, gyermeke pedig Egmont Hobday.

J
- Albert Jorkins – Primrose Jorkins férje. Gyermekei: Grimwold, Granville és Griselda. Csak említve, a Reggeli Prófétában.
- Granville Jorkins – Albert és Primrose Jorkins fia.
- Grimwold Jorkins – Albert és Primrose Jorkins fia. Testvérei Granville és Griselda.
- Griselda Harmonia Jorkins – Albert és Primrose Jorkins lánya. Testvérei Grimwold és granville.
- Primrose Jorkins – Albert férje.
- Stamford Jorkins – A Mágiaügyi Minisztérium szóvivője. Valószínűleg rokona Bertha, Albert, Granville, Grinwold és Primrose Jorkins-nak.

K
- Caspar Kupor – Charis Black férje.
- Bozhidar Todorov Krum – Viktor édesapja, Todor fia.
- Margarita Krum – Viktor nagyanyja.
- Todor Angelov Krum – Viktor nagyapja. Gellert Grindelwald háborújának elejéig mágiaügyi miniszter volt, ám egy nap holtan találták a dolgozószobájában.
- Viktor Krum – Viktor Krum egy fogó a bolgár kviddics válogatottban. Krum a világ egyik legjobb fogója. Tizennyolc évesen részt vesz az 1994-ben megrendezett Kviddics Világkupadöntőn, ahol a bolgár és az ír csapat játszik egymás ellen. A meccs végén Krum kapja el a cikeszt, amely 150 extra pontot hoz csapatának, de végül mégis Írország nyer 160:170-re. Minden olyan gyorsan zajlik, hogy a közönség egy pillanatig fel sem fogja mi történt.

Azonban Krum nem tűnik el a Világkupadöntő után. Dumbledore később közli a diákjaival, hogy a Roxfortban rendezik meg a Trimágus Tusát, ezért még két másik iskola, a Durmstrang és a Beauxbatons, küldöttei érkeznek a Roxfortba, és köztudott, hogy Krum a Durmstrangba jár. Krum egyike lesz azoknak, akik részt vesznek a Tusán.
Idővel Hermione nagyon megkedveli, és együtt megy vele a Karácsonyi Bálra. A Tusa akkora esemény, hogy a sajtó is nyomon követi. Rita Vitrol kapja azt a feladatot, hogy cikket írjon a Tusával kapcsolatos eseményekről és a résztvevőkről, így csakúgy, mint minden versenyzőt, Krumot is kifaggatja. A próbák kezdete előtt Mr. Ollivander ellenőrzi a résztvevők pálcáit. Krum pálcája gyertyán és Sárkány-szívizomhúr, jóval vastagabb a megszokottnál, elég merev.
Viktor Krum feltűnik a 7. és egyben befejező részben, a Harry Potter és a Halál ereklyéiben, mivel Fleur Delacour meghívta esküvőjére. Az esküvőn Krum elmondja Harryéknek, hogy Gellert Grindelwald, az a sötét varázsló, akit Albus Dumbledore győzött le, megölte nagyszüleit és hogy a vendégként érkező Xenopholius Lovegood nyaklánca Grindelwald jelét ábrázolja. Krum, miután szóváltásba keveredett Luna apjával, elrohant a partiról.
- Zoja Krum – Viktor nővére.

L
- Alice Longbottom – Neville anyja, korábban auror.
- Algie Longbottom – Neville nagybátyja.
- Augusta Longbottom – Neville nagyanyja
- Enid Longbottom – Algie Longbottom felesége, Neville nagynénje.
- Frank Longbottom – Neville apja, korábban auror.
- Harfang Longbottom – Callidora Black férje.
- Xenophilius Lovegood – Luna Lovegood apja, a Hírverő szerkesztője. Ő is éppolyan különc, mint lánya, furcsa ruhákat visel, a háza pedig a hengerszerű, egy bástyára hasonlít. Eleinte csak a morzsás szarvú szapirtyókról és egyéb, a varázslóvilágban is kitaláltnak számító lényekről írt, de később (a hetedik kötetben) olyan dolgokat tett közzé, amelyeket a Voldemort befolyása alatt álló Mágiaügyi Minisztérium próbált volna eltitkolni. Ezért Voldemort foglyul ejtette Lunát, és azzal zsarolta Xenophiliust, hogy csak akkor kaphatja vissza lányát, hogyha kézre keríti Harry Pottert.
- John Leonard Lupin – Leonard Lupin fia, Julia McCock felesége.
- Leonard Lupin – Remus Lupin nagyapja, John Leonard apja.

M
- Melenia Macmillan – III. Arcturus Black felesége. Lehetséges rokona Ernie Macmillan.
- Celestina Maggica – az "Elbűvölő dallamok" műsorvezetője
- Abraxas Malfoy – Lucius Malfoy édesapja, Draco nagyapja. Horatius "Horace" Lumpsluck beszámolója alapján a sárkányhimlő végzett vele.
- Armand Malfoy – Francia varázsló, Nicholas, id. Lucius, Brutus, Septimus, Abraxas, ifj. Lucius, Draco és Scorpius Hyperion Malfoy őse.
- Brutus Malfoy – Septimus, Abraxas, ifj. Lucius, Draco és Scorpius Hyperion Malfoy őse.
- Lucius Malfoy (az idősebb) – Brutus, Septimus, Abraxas, ifj. Lucius, Draco és Scorpius Hyperion Malfoy őse.
- Nicholas Malfoy – Egyetlen őse Armand Malfoy, leszármazottai: id. Lucius, Brutus, Septimus, Abraxas, ifj. Lucius, Draco és Scorpius Hyperion Malfoy.
- Septimus Malfoy – Abraxas, Lucius, Draco és Scorpius Malfoy őse.
- Madam Malkin – talárszabászata van az Abszol-úton
- Lockhart Managi – Gilderoy Lockhart, az emléktörlési csalással híressé vált híresség édesanyja. Férje neve ismeretlen.
- Ella Max – Idősebb Cygnus Black felesége, id. Sirius, Phineas Nigellus, Isla és Elladora édesanyja.
- Olympe Maxime – a Beauxbatons Mágusakadémia igazgatója. Félóriás, de amikor ezt Hagrid szóba hozza, akkor megsértődik. Szép olajbarna bőre van, nagy fekete szeme, és görbe orra, nyakán és vastag ujjain tündöklő opálkövet viselt. A haja fekete, (a filmben vörös). A negyedik részben tűnik fel, amikor a Beauxbatons növendékeit kíséri a Roxfortban megrendezendő Trimágus kupára. Hagrid szerelmes lesz az igazgatónőbe. Az ötödik részben Olympe elment Hagriddal megkeresni az óriásokat. A filmekben Frances de la Tour színésznő játssza.
- Malcolm McGalagony – Robert McGalagony és Isobel Ross fia, testvére Minerva, aki igazgatóhelyettesi és átváltoztatástan posztot tölt be a Roxfort Boszorkány- és Varázslóképző Szakkollégiumban.
- M.G. McGalagony – Egykori Griffendéles kviddicsező. Nem tudni, köti-e bármilyen rokoni kapcsolat Malcolm, Minerva, id./ifj. Robert, és Ross McGalagony.
- id. Robert McGalagony (az idősebb) – Minerva és Malcolm McGalagony édesapja. Foglalkozása: presbiteriánus lelkész.[13]
- ifj. Robert McGalagony (az ifjabb) – Minerva és Malcolm testvére.
- Vera Moon – Amos Diggory felesége, Cedric édesanyja.

O
- Mercurio Oberbury – Nevezetes középkori mágus. Rokona Solaria Oberbury, Xenophilius Lovegood felesége.
- Solaria Oberbury – Mercurio Oberbury leszármazottja, Xenophilius Lovegood felesége. Mikor Luna kilencéves volt, Solarai felrobbantotta magát egy üstnyi hajkékítő főzettel, s belehalt a robbanásba.
- Ogden – Keresztneve ismeretlen. Vajsörgyár-tulajdonos. Valószínűleg Bob és Tiberius rokona.
- Barnaby Ollerton – CleanSweep Broom társtulajdonosa, Bill és Bob Ollerton testvére.
- Bill Ollerton – CleanSweep Broom társtulajdonosa, Barnaby és Bob Ollerton testvére.
- Bob Ollerton – A CleanSweep Broom társaság megalapítója.
- Gifford Ollerton – Óriásgyilkos, csak a Csokibékás kártyákról ismerve. Nem tudni, fűzi-e rokoni kapcsolat a CleanSweep Broom társaság tulajdonosaihoz, Barnaby-hez, Billhez és Bobhoz.
- Garrick Ollivander – varázspálca szaküzlete van az Abszol úton. Minden őse pálcakészítő és pálcakereskedő volt, ez alább:
- Geraint Ollivander – Pálcakészítő és pálcakereskedő, az életrajzáról nincsen információ.
- Gerbold Ollivander – Pálcakészítő és pálcakereskedő, az életrajzáról nincsen információ.
- Gervaise Ollivander – Pálcakészítő és pálcakereskedő, az életrajzáról nincsen információ.

P
- Barnabas Pellenger – A Reggeli Próféta szerkesztője, csak említve Horatius Lumpsluck által.
- Octavius Pepper – Egy eltűnt ember, akit csak a Reggeli Prófétában említenek meg a hatodik kötetben.
- Tom Pettigrew – Peter Pettigrew apja, kvibli. Fűszerárus az Abszol úton.
- Charlus Potter – Pollux Black sógora.
- Ernie Prang – a Kóbor Grimbusz sofőrje
- Ignatius Prewett – Mr.Prewett testvére, Fabian, Gideon és Molly Prewett nagybátyja.
- Molly Prewett – Arthur Weasley felesége, hét gyermek édesanyja, főként a háztartást vezeti.
- Eileen Prince – Perselus Piton édesanyja, Tobias Piton felesége.[14]
- Mary Proctor – John Buchanan felesége.
- Augustus Pye – Gyógyító inas

Q
- Feng Qiu – Cho Chang édesanyja, Shouzu Chang felesége.

R
- Druella Rosier – Bellatrix, Andromeda és Narcissa Black édesanyja, Cygnus Black, a halálfaló felesége. Valószínű, hogy rokonságban áll Evan Rosier-el, akit egy Wilkes nevű halálfalóval együtt öltek meg az aurorok.
- Isobel Ross – Robert McGalagony felesége, Minerva és Malcolm anyja.

S
- Brutus Scrimgeour – A Terelők bibliája írója. Az Azkabani fogoly film változatában egy negyedik emeltre vezető, titkos átjárót fed. Rokonságban állhat Rufus Scrimgeour-rel.
- Stan Shunpike – a Kóbor Grimbusz kalauza, valószínűleg az Imperius-átok hatása miatt egy ideig halálfaló. A filmben Lee Ingleby alakítja.A harmadik kötetben jelenik meg először, mint a Kóbor Grimbusz piros egyenruhás kalauza, nagy, elálló fülekkel és szeplős arccal. Harrynél csak néhány évvel idősebb. Harry tőle tudja meg, hogy a mugli hírekben is látott Sirius Black nem csupán közönséges bűnöző, hanem varázsló, aki állítólag Voldemort híve volt, és tizenhárom embert gyilkolt meg egyetlen átokkal. A negyedik kötetben a Kviddics Világkupa döntőjének helyszínén találkozunk vele; a vélák bűvös gyűrűjében állva elragadtatással jelenti ki, hogy ő lesz a világtörténelem legfiatalabb mágiaügyi minisztere. Az ötödik kötetben régi ismerőseként üdvözli Harryt, amikor a fiú barátaival együtt a Kóbor Grimbuszon tér vissza a Roxfortba a karácsonyi szünet után. A hatodik kötetben, valószínűleg valamelyik halálfaló Imperius-átkától sújtottan, maga is Voldemort csatlósai közé kerül, később az új mágiaügyi miniszter, Rufus Scrimgeour elfogatja és az Azkabanba záratja. A hetedik kötetben a Dursley-házból elköltöző Harryt üldöző halálfalók között látjuk viszont. Voldemort és a halálfalók bukása után valószínűleg tovább szolgált kalauzként a Kóbor Grimbuszon.
- Veronica Smethley – Gilderoy Lockhart rajongója
- Hippocrates Smethwyck – Arthur Weasley gyógyítója
- Hepzibah Smith – Hugrabug poharának, és Mardekár nyakékének utolsó, Voldemort előtti tulajdonosa. Hugrabug pohara az ő halála révén lett horcrux.
- Miriam Strout – a Janus Cooka kórterem felelős gyógyítója a Szent Mungoban, ő az aki nem vette észre, hogy ördöghurok került karácsonyi ajándék gyanánt a kórterembe, mely végül megfojtotta Broderick O'ment.

T
- Ottavia Thickey – Solaria Oberbury, a szépítő és ellenkező hatású bájitalok mesterének barátnője. Ha szórakozásból be nem zárja Solariát és Xenophilius Lovegood-ot egy terembe, a két híresség nem házasodott volna össze.
- Magenta Triple – Licorus Black felesége. A családneve elég érdekes, mivel a triple angolul pacalt jelent.
- Andromeda Tonks – Black család tagja, Ted Tonks felesége, Bellatrix Lestrange és Narcissa Malfoy testvére Nymphadora Tonks édesanyja, Sirius és Regulus Black unokatestvére. Nymphadora és Remus Lupin halála után ő neveli fel unokáját, Ted Lupint.
- Ted Tonks – Nymphadora Tonks édesapja, Andromeda Black férje, mugli születésű.

V
- Rita Vitrol – újságíró, a Reggeli Prófétának dolgozik. A Trimágus Tusa alkalmával Vitrol készíti el Harry első interjúját, amely során teljesen átfogalmazza a fiú szavait, emiatt Harry rossz fényben tűnik fel. Ezután hasonlóan megalázó cikket ír Rubeus Hagridról, és Hermione Grangerről is. Hermione azonban bosszút áll rajta: kideríti, hogy Rita titokban animágus, egy bogár alakját képes magára ölteni. Hallgatózás közben tetten éri, és bogáralakban foglyul ejti egy befőttesüvegben, végül megígérteti vele, hogy felhagy a rágalmazó cikkek írásával. A következő évben, mikor a Mágiaügyi Minisztérium tagadni próbálja Voldemort visszatértét, és a sajtó rendre bolondnak állítja be a szemtanút, Harryt, de Vitrol Hermione kérésére újból interjút készít a fiúval arról, ami valóban történt. A cikket Luna Lovegood apjának újsága, a Hírverő közli le, és hatalmas botrányt kavar. Amikor végül Voldemort nyíltan megjelenik, ugyanezt az interjút a Reggeli Próféta is leközli. A hetedik rész elején Vitrol egy 900 oldalas könyvet ír Dumbledore-ról (Hírnév és hazugságok – Albus Dumbledore élete címmel) számos szenzációs, de kétes hitelű részlettel, hogy „leleplezze” a múltját. Harry először az egészet rágalomnak tartja, de végül szembe kell néznie a túlzások és tévedések mögötti igazsággal. A könyvsorozat filmadaptációjában Miranda Richardson alakítja Rita Vitrol karakterét.
- Arnold Vogler – Egykori kviddics-kommentátor.

U
- Orfold Umbridge – Dolores Umbridge édesapja, aranyvérű.

W
- Bilius Weasley – Nincs sok információ róla. A hetedik részben Ron Weasley szerint az esküvőkön leitta magát Lángnyelv-whiskyvel, s rózsákat dobált ki az öltönyéből.
- Bill Weasley – a Gringotts Banknál dolgozik, a Főnix Rendjének tagja, később Fleur férje, a Weasley család legidősebb gyermeke.
- Charlie Weasley – sárkánykutató, a Weasley család második legidősebb gyermeke.
- Muriel Weasley – A Weasley gyerekek nénikéje. Mindenben csak a rosszat látja, nyers a modora.
- Septimus Weasley – Cedrella Black férje, Arthur Weasley édesapja.
- Wilbur Widget – Kalandor, Gilderoy Lockhart ismerőse.

Y
- Lysandra Yaxley – Idősebb Arcturus Black felesége. Gyerekei Callidora Longbottom, Cedrella Weasley és Charis Kupor.

Ismeretlen vezetéknevűek
- Agnes – egy beteg a Szent Mungoban a hosszabb ápolást igénylő betegek kórtermében. A hölgy egész fejét benőtte a szőr és csak ugatásra képes.
- Abysmal – Öregember, Gilderoy Lockhart ismerőse.
- Ageviga – Gilderoy Lockhart felesége, Abysmal lánya.
- Ann – Peter Pettigrew anyja, aranyvérű. Leánykori neve ismeretlen.
- Damocles – Marcus Belby nagybátyja. A hatodik részben Marcus említi meg, s ebből kiderül, Damocles rossz viszonyban van Marcus apjával.
- Tom – a Foltozott Üst kocsmárosa
- Will – Üzletelő, akit Mundungus Fletcher átvert. Csak említve az ötödik kötetben.

Ismeretlen keresztnevűek
- Madam Bletchley – Csak a Reggeli Próféta hírleveleiből ismerve a Félvér Herceg film változatában. Rokoni kapcsolat fűzheti Kevin, Miles és a férfi nemű, valószínűleg halálfaló, szintén ismeretlen keresztnevű Bletchley-hez.
- Mortlake – a Kísérleti Bűbájok Bizottságára tartozó, feltűnően öreg vadászgörények gyanúsítottja.
- Puddifoot – Kávézótulajdonos Roxmorts-ban, az üzletét saját magáról nevezte el. Ezen a helyen következett be Harry Potter és Cho Chang randevúja is, amit nagyrészt Pansy Parkinson kíméletlen röhögése tesz tönkre.
- Rosmerta – A Három Seprű nevezetű kocsma, vagy étterem háztulajdonosa. Először a Harry Potter és az azkabani fogolyban tűnt fel. A filmvásznon az Oscar-díjas Julie Christie brit színésznő alakítja. A Harry Potter és az azkabani fogolyban keveset szerepel. A Harry Potter és a félvér hercegben tudtán kívül a halálfalók ügynöke lett, hogy teljesítse az küldetését, ami annyiból állott, hogy segítenie kellett kivégezni Dumbledoret, és Draco Malfoyt. Az Imperius-átok hatása alatt Hargrid egyik tanítványának, Katie Bellnek egy megátkozott nyakláncot adott, Horatius Lumpsluck professzornak pedig egy palack mérgezett mézbort, hogy ez legyen Dumbledore karácsonyi ajándéka. Malfoy kommunikált Rosmertával a hamis galleonokon keresztül. Miután Harry és Dumbledore elment egy barlangba, hogy visszaszerezzék Voldemort egy horcruxát, amelyről azt hitték, hogy Voldemorté, és visszavitték Roxmortsba, ahol Madame Rosmerta figyelmeztette őket, hogy a Sötét Jegy az iskola felett van, és adott nekik egy seprűt, amellyel gyorsan vissza tudtak menni Roxfortba, ahol Draco Malfoy terve megvalósulhatott, megölték Dumbledore-t. Később Rosmerta lerótta kegyeletét Dumbledore temetésén.
- Ruetaluclac – Félvér véla, Apolline Delacour anyja.
- Ollivander – Neves pálcakészítő, leszármazottjai közé tartozik Garrick is.

## Muglik
- Hetty Bayliss – a repülő Ford név szerint ismert észlelője.
- Amy Benson – árva kislány, Tom Rowle Denem sokat bántalmazta.
- Dennis Bishop – árva kisfiú, Amy Benson barátja.
- Frank Bryce – a Denem-ház kertésze, őt gyanúsítottak meg elsőként Denemék meggyilkolásával. Miután ártatlannak bizonyult, a kúriánál maradt, ahol egy este végül Voldemort ölte meg.
- Mrs. Cole – az árvaház vezetője
- Sam Creevey – Colin és Dennis Creevey apja.
- Susan Creevey – Colin és Dennis Creevey anyja, Sam felesége. Elütötte egy figyelmetlen autós, s így lett szorosabb Sam és a gyerekek kapcsolata.
- id. Tom Denem – Voldemort apja
- Harry Evans – Lily Evans apja.
- Angus Fleet – bejelentést tett egy repülő autóról.
- Gordon – Dudley Dursley bandájának tagja.
- Jean Granger – Hermione Granger édesanyja.
- Tom Granger – Hermione Granger édesapja.
- Malcolm – Dudley Dursley bandájának tagja.
- Mr és Mrs Mallter – építkezési vállalkozók, Vernon bácsi üzletfelei.
- Julia McCock – John Leonard Lupin felesége, Remus édesanyja.
- Jim McGuffin – a mugli tévéhíradó időjárás-bemondója
- Tobias Piton – Perselus Piton apja, Eileen Prince férje, mugli.[15]
- Piers Polkiss – Dudley iskolatársa és legjobb barátja.
- Peter Rain – Julia McCock barátja.
- John Smith – Megan Whitcomb korábbi udvarlója.
- Billy Stubbs
- Ted – mugli időjós a Bölcsek Kövében.
- Eric Whalley
- Megan Whitcomb – Lily Evans édesanyja.
- Yvonne – Petunia néni Mallorcán nyaraló barátnője.
- A mugli miniszterelnök – szándékosan nincs megnevezve.

## Kísértetek, szellemek
- Hóborc – kopogószellem
- Hisztis Myrtle – egy roxfortos diáklány szelleme, abban a leányvécében kísért, amelyikben a baziliszkusz egy pillantásával megölte.
- Sir Nicholas de Mimsy-Porpington (Félig Fej Nélküli Nick) – a Griffendél ház kísértete
- Szürke Hölgy – a Hollóhát kísértete eredeti nevén Hollóháti Heléna; Hollóháti Hedvignek, a Hollóhát névadójának lánya, 7. kötetben jut szerephez a Roxfortban elrejtett horcrux felkutatásakor.
- Őrült Özvegy – Félig Fej Nélküli Nick kimúlásnapi vendége Kentből.
- Patrick Delaney Podmore – a Fejvesztett Futam főszervezője
- Pufók Fráter – a Hugrabug kísértete
- Véres Báró – a Mardekár kísértete (Hollóháti Heléna [a későbbi Szürke Hölgy] imádója – és gyilkosa). A filmben Terence Bayler alakítja.
- a Weasley család padlásszelleme

## Festmények
- Elizabeth Burke – volt Roxforti tanár, valószínűleg Caractacus és Herbert Burke rokona.
- Kövér Dáma – a Griffendél klubhelyiségét őrző festmény. A Kövér Dáma – mint a nevéből is kitalálható – egy nagyon kövér hölgy, aki rózsaszín ruhát visel. Fekete haja van, s van egy „barátnője” is – tudniillik a képalakok képesek elhagyni keretüket, s ellátogatni egy másik képbe –, Violet, akivel általában karácsony este tölti az időt.

A dáma nagyon sértõdékeny portré, nem szereti, ha a diákok felzavarják álmából, többször fordul elő a regényekben, hogy nem engedi be a diákokat a klubhelyiségbe, ha azok késő éjjel térnek vissza, arra hivatkozva, hogy megváltoztatta a jelszót.
Kedvelt időtöltései közé tartozik az éneklés, s ha túlságosan belemerül, addig nem ereszti be a diákokat a klubhelyiségbe, amíg el nem repeszt egy poharat – pusztán a hangjával. A harmadik kötetben a Dáma portréja restaurálásra szorul, ugyanis Sirius Black – hogy bejuthasson a Griffendél-toronyba – megrongálja egy késsel. A restaurálási időre Sir Cadogan helyettesíti a Kövér Dámát, aki annyira megrémül, hogy az incidens után biztonsági trollokat kér, hogy vigyázzanak rá. Mind a hét kötetben szerepel. A filmváltozatokban viszont csak a harmadik filmig szerepel. A játékokban pedig mindig ott van.
- Sir Cadogan – a lelkes, ám kissé lökött lovag.
- Phineas Nigellus Black – volt roxforti igazgató
- Armando Dippet – volt roxforti igazgató
- Albus Dumbledore – volt roxforti igazgató
- Dilys Derwent – volt roxforti igazgatónő, előtte a Szent Mungo Varázsnavalya- és Ragálykúráló Ispotály gyógyítója.
- Everard Proudfoot – volt roxforti igazgató
- Dexter Fortecue – volt roxforti igazgató
- Giffard Abbot – a Hugrabug klubhelyiségét őrző festmény.
- Damara Dodridzs
- Violet – a Kövér Dáma barátnője

## Nem emberi szereplők

### Agyar
Rubeus Hagrid vadkanfogó kopója. Agyar, gazdája elmondása szerint, nagyon gyáva. Agyarral minden kötetben találkozhatunk. Az első részben a Tiltott Rengetegbe kíséri a gyerekeket, amikor azok letöltendő büntetésüket végzik az erdőben. A második könyvben Agyar újra elmegy az erdőbe, amikor Harryék a pókok után nyomoznak, miután Hagridot elvitték Azkabanba, a varázslók börtönébe. A harmadik könyvben különösebb szerepe nincs, ahogy a negyedikben sem, de mindkettőben említést tesznek rá. Az ötödik könyvben csak annyi a különösebb szerepe, hogy amikor Dolores Umbridge elűzi Hagridot a Roxfort-birtokról, akkor Hagrid "sietve felkapta Agyart, és elfutott". A hatodik kötet végén Bellatrix Lestrange felgyújtja Hagrid kunyhóját, ahol Agyar akkor épp benn tartózkodott. Hagrid szerencsére idejében ki tudta menteni a szűkölő kutyust. A hetedik kötetben Agyar csak egy rövid szerepet kap, amikor Hagrid és ő egy darabig együtt keresik Harryvel az utolsó előtti-előtti horcruxot, de Agyar megijed a durrogásoktól, és elszalad.

### További szereplők
- Ampók – kobold, a Gringotts Bank alkalmazottja volt a hetedik rész elejéig, a 7. könyvben segít Harry-éknek betörni a Gringotts-ba.
- Aragog – Hagrid tenyésztett óriáspókja.
- Arnold – Ginny Weasley törpegolymókja
- Bolyhoska – háromfejű kutya, az első könyvben őrzi a bölcsek kövét.
- Csámpás – Hermione macskája
- Csikócsőr – Hagrid hippogriffje, a hatodik részben átnevezték Szilajszárnynak.
- Dobby – Malfoyék házimanója, a második rész végén elbocsátják, majd a Roxfortban talál munkát. A hetedik kötetben Bellatrix Lestrange öli meg.
- Errol – a Weasley család vén és beteges baglya.
- Fawkes – Dumbledore főnixe, a hatodik kötet végén eltűnik.
- Firenze – kentaur, az ötödik résztől kezdve jóslástan-tanár.
- Golgomát – óriás. Ő lett az új gurg Karkus legyőzése után. Hagrid említi.[16]
- Goron – kentaur
- Gróp – óriás, Hagrid féltestvére.
- Hedvig – Harry hóbaglya. A hetedik kötetben a halálfalók elöli menekülés közben hal meg.
- Hermész – Percy Weasley baglya
- Hóki – Hepzibah Smith házimanója. Miután Voldemort ellopja Hugrabug poharát és Mardekár medálját az asszonytól, módosítja a manó memóriáját, hogy az ne emlékezzen a lopásra.
- Karkus – Óriás. Az utolsó óriáskolónia gurgja. Golgomát megölte, Hagrid említi.[17]
- Magorián – kentaur
- Marcang – Marge néni kutyája
- Nagini – Voldemort kígyója, az egyik horcrux, a hetedik kötetben Neville öli meg.
- Norbert – Hagrid norvég tarajos sárkánya, a hetedik részben Charlie elmondja, hogy valójában lány, így Norberta lesz a neve.
- Mrs Norris – Argus Frics macskája. Mindig ő szól Fricsnek (nem tudni miképp) a rossz diákokról, és Frics pillanatokon belül megérkezik.
- Pulipinty – Ron baglya a negyedik résztől.
- Ronan – kentaur
- Trevor – Neville Longbottom folyton elvesző és megkerülő varangya.
- Winky – a Kupor család házimanója, később a Roxfortban "dolgozik".

|  | Itt a vége a cselekmény részletezésének! |